# Liste der Kulturdenkmale in Leutzsch (L–Z)
Die Liste der Kulturdenkmale in Leutzsch enthält die Kulturdenkmale des Leipziger Stadtteils Leutzsch, die in der Denkmalliste vom Landesamt für Denkmalpflege Sachsen mit Stand 2017 erfasst wurden.
Aus Platzgründen ist diese Liste geteilt. In dieser Liste sind die Kulturdenkmale in den Straßen mit den Anfangsbuchstaben L–Z erfasst. Die Kulturdenkmale in den Straßen A–K sind in der Liste der Kulturdenkmale in Leutzsch (A–K) aufgeführt.

## Legende
- Bild: Bild des Kulturdenkmals, ggf. zusätzlich mit einem Link zu weiteren Fotos des Kulturdenkmals im Medienarchiv Wikimedia Commons. Wenn man auf das Kamerasymbol klickt, können Fotos zu Kulturdenkmalen aus dieser Liste hochgeladen werden:
- Bezeichnung: Denkmalgeschützte Objekte und ggf. Bauwerksname des Kulturdenkmals
- Lage: Straßenname und Hausnummer oder Flurstücknummer des Kulturdenkmals. Die Grundsortierung der Liste erfolgt nach dieser Adresse. Der Link (Karte) führt zu verschiedenen Kartendiensten mit der Position des Kulturdenkmals. Fehlt dieser Link, wurden die Koordinaten noch nicht eingetragen. Sind diese bekannt, können sie über ein Tool mit einer Kartenansicht einfach nachgetragen werden. In dieser Kartenansicht sind Kulturdenkmale ohne Koordinaten mit einem roten bzw. orangen Marker dargestellt und können durch Verschieben auf die richtige Position in der Karte mit Koordinaten versehen werden. Kulturdenkmale ohne Bild sind an einem blauen bzw. roten Marker erkennbar.
- Datierung: Baubeginn, Fertigstellung, Datum der Erstnennung oder grobe zeitliche Einordnung entsprechend des Eintrags in der sächsischen Denkmaldatenbank
- Beschreibung: Kurzcharakteristik des Kulturdenkmals entsprechend des Eintrags in der sächsischen Denkmaldatenbank, ggf. ergänzt durch die dort nur selten veröffentlichten Erfassungstexte oder zusätzliche Informationen
- ID: Vom Landesamt für Denkmalpflege Sachsen vergebene, das Kulturdenkmal eindeutig identifizierende Objekt-Nummer. Der Link führt zum PDF-Denkmaldokument des Landesamtes für Denkmalpflege Sachsen. Bei ehemaligen Kulturdenkmalen können die Objektnummern unbekannt sein und deshalb fehlen bzw. die Links von aus der Datenbank entfernten Objektnummern ins Leere führen. Ein ggf. vorhandenes Icon  führt zu den Angaben des Kulturdenkmals bei Wikidata.

## Liste der Kulturdenkmale in Leutzsch
| Bild                                    | Bezeichnung | Lage                                                       | Datierung                                                                                                   | Beschreibung | ID       |
| --------------------------------------- | --- | ---------------------------------------------------------- | --- | --- | -------- |
|                                         | Villa (mit Ausstattung), Garten und Einfriedung | Laurentiusstraße 1 (Karte)                                 | 1901–1902 (Villa)                                                                                           | bewegt gestaltete, monumental wirkende Putzfassade, einer der bedeutendsten Jugendstilbauten Leipzigs, Architekt: Paul Möbius, kunsthistorisch und baugeschichtlich von Bedeutung | 09291954 |
|                                         | Wohnhausgruppe in offener Bebauung, mit Vorgarten und Einfriedung (Einfriedung auch bei Karl-Schurz-Straße 3) | Laurentiusstraße 2; 4; 6 (Karte)                           | 1932–1933 (Wohnhaus)                                                                                        | Putzfassade, im traditionalistischen Stil der 1920er/1930er Jahre, baugeschichtlich von Bedeutung | 09291955 |
|                                         | Doppelwohnhaus in offener Bebauung, mit Vorgarten | Laurentiusstraße 5; 7 (Karte)                              | 1934–1935 (Doppelwohnhaus)                                                                                  | Putzfassade, baugeschichtlich von Bedeutung | 09291956 |
|                                         | Zwei Nebengebäude (Garagenhaus und Bedienstetengebäude) einer Doppelvilla (siehe Paul-Michael-Straße 12/14), mit Vorgarten, Einfriedung und Verbindungsmauern zwischen den Gebäuden | Mathiesenstraße 1 (Karte)                                  | 1927 (Nebengebäude)                                                                                         | Putzbauten im traditionalistischen Stil der 1920er Jahre, ortsgeschichtlich und baugeschichtlich von Bedeutung | 09292261 |
|                                         | Wohnhaus in offener Bebauung und in Ecklage, mit Vorgarten und Einfriedung | Mathiesenstraße 8 (Karte)                                  | 1929–1930 (Wohnhaus)                                                                                        | zeittypische Putzfassade der 1920er Jahre, seitliche Veranden, baugeschichtlich von Bedeutung Einem Palais gleich zeigt sich der 1929–1930 errichtete Landhausneubau für Herrn Kommerzienrat Dr. Wilhelm Mathiesen, der unter der Obhut der renommierten Architekten Schmidt & Johlige auf einem Eckgrundstück entstand. Für die Ausführung kam das Baugeschäft von Paul George unter Vertrag, Statische Berechnungen lieferte die Eisenbaufabrik und Eisengießerei Franz Mosenthin aus Eutritzsch. Reichlich 200 Quadratmeter Wohnfläche weist der Villenbau auf zuzüglich einer etwas mehr als 50 m² großen Hausmannswohnung im Dachgeschoss. Zu den üblichen und notwendigen Privaträumen in den Wohnetagen kamen im Kellergeschoss Räume für die Zentralheizung nebst Kohlenkeller, Wasch- und Plättstube sowie ein „Fahrräderraum“. Im Jahr 1956 erging die Baugenehmigung für eine Aufstockung des Verandenanbaus mit Wintergarten. 1998 wurde das prächtige Gebäude durch die Gesellschaft für Baumanagement Kaiser GmbH nach Plänen des Architekten Herbert Weiß aus Oberlaindern in nunmehr sechs Wohneinheiten zerstückelt. Die abgebrochene Doppelgarage stammte übrigens aus dem Jahr 1930. Das Haus mit Putzfassaden und prägendem Mansardwalmdach, der Treppenhausrisalit mit Hauseingang besitzt Art-déco-Dekor und ist der hofseitigen Fassade vorgestellt. Die Einfriedung wirkt „auf Alt“ getrimmt. Insbesondere besteht ein personengeschichtlicher und baugeschichtlicher Wert. LfD/2013, 2016 | 09292055 |
|                                         | Wohnhaus in offener Bebauung, mit Vorgarten, Einfriedung und Nebengebäude | Mathiesenstraße 12 (Karte)                                 | nach 1910 (Wohnhaus), um 1900 (Nebengebäude)                                                                | zeittypische Putzfassade mit Klappläden und Spaliere, Reste von bleiverglasten Treppenhausfenstern, Art-déco-Ausmalung, Nebengebäude (Garagen- und Kutscherhaus) gehörte ursprünglich zur Villa Zum Harfenacker 8 (siehe dort), ortshistorisch und baugeschichtlich von Bedeutung | 09292054 |
| Weitere Bilder                          | Mietvilla, mit Vorgarten und Einfriedung | Otto-Schmiedt-Straße 1 (Karte)                             | 1902 (Mietvilla)                                                                                            | historisierende Putzfassade, mit Eckerker, bleiverglaste Treppenhausfenster, baugeschichtlich von Bedeutung | 09292078 |
|                                         | Nebengebäude (Garagenhaus) einer Villa | Otto-Schmiedt-Straße 2 (Karte)                             | 1897 (Nebengebäude)                                                                                         | Putzfassade mit Ziegelgliederung und Fachwerk, ehemalige Remise der Thorer-Villa an der Rathenaustraße, siehe auch Rathenaustraße 40, baugeschichtlich von Bedeutung | 09292080 |
|                                         | Wohnhaus in offener Bebauung, mit Vorgarten und Einfriedung | Otto-Schmiedt-Straße 2b (Karte)                            | 1937 (Wohnhaus)                                                                                             | zeittypische Putzfassade, baugeschichtlich bedeutsam als privater Wohnungsbau in der zweiten Hälfte der 1930er Jahre Auf einem ausgegliederten Teil des Grundstückes von Theodor Kurt Thorer ließ der aus Böhlitz-Ehrenberg stammende Doktor der Medizin Johannes Schneider 1937 ein steuerbefreites Eigenheim errichten mit Küche und Speisezimmer im Erdgeschoss nebst Herren- und Wohnzimmer sowie einem Wintergarten. Das Obergeschoss nahm drei Schlafräume und die Mädchenkammer auf während im Keller neben zwei Kraftwageneinstellräumen auch ein Luftschutzkeller eingerichtet wurde. Bauleitender Architekt war Arthur Naumann aus Leutzsch, Ausführung durch das Bauunternehmen Hugo Reichardt aus Böhlitz-Ehrenberg. Gestrenger Aufbau der leicht getönten Edelputz-Fassaden mit Axialsymmetrie zur Straße, Zugangstreppe aus Muschelkalk, eichene Haustür sowie ein hohes Walmdach mit Doppeldeckung, als Einfriedung ehemals ein Lattenzaun zwischen Kunststeinsäulen. Baugeschichtlich bedeutsam als privater Wohnungsbau in der zweiten Hälfte der 1930er Jahre. LfD/2012 | 09292079 |
|                                         | Villa, mit Vorgarten und Toreinfahrt | Otto-Schmiedt-Straße 4a (Karte)                            | um 1910 (Villa)                                                                                             | herrschaftliches Gebäude, Putzfassade, Reformstil-Architektur, benannt nach dem Besitzer Fabrikant Christian Möller (Mitinhaber der Firma Springer & Möller, Fabrik von chemischen Farben und Lacken), ortshistorisch und baugeschichtlich von Bedeutung | 09292081 |
|                                         | Villa, mit Vorgarten und Einfriedung | Otto-Schmiedt-Straße 5 (Karte)                             | 1902 (Villa)                                                                                                | historisierende Putzfassade, rückseitig Terrasse, Holzpaneele, Stuck und Windfangtür im Eingangsbereich, baugeschichtlich von Bedeutung Villengarten, stark überformt, mit repräsentativer Zaunanlage, im Vorgarten den Straßenraum prägende alte Blut-Buche | 09292082 |
| Weitere Bilder                          | Villa mit Villengarten, Einfriedung mit Toreinfahrt und Pforte, sowie Remisengebäude mit Torbogenverbindung zur Villa | Otto-Schmiedt-Straße 12 (Karte)                            | 1901–1902 (Villa), 1901–1902 (Remisengebäude)                                                               | abwechslungsreich gegliederte Putzfassade mit Fachwerkelementen, benannt nach Landesgerichtsdirektor Dr. Otto Stohwasser, baugeschichtlich von Bedeutung Am 9. Juli 1901 stellte Herr Landgerichtsdirektor Dr. jur. Otto Stohwasser den Bauantrag für eine Villa mit Nebengebäude, für welche die anerkannten Architekten Schmidt & Johlige aus Leipzig Entwürfe beisteuerten. Selbige übernahmen auch die Ausführung des Landhauses auf dem Eckgrundstück, für Steinsetzarbeiten ist das Baugeschäft Klingler & Schröter genannt. Das Bau-Revisions-Protokoll der Schlussabnahme datiert auf den 26. März des Jahres 1902. Ab 1918 war elektrisches Licht im Haus verfügbar durch das Elektrizitätswerk Leipzig-Land, 1932 wird das Grundstück erwähnt im Eigentum des Ingenieurs und Fabrikbesitzers Oskar Liebner. Der elegante Jugendstilbau besitzt eine Putzfassade und kokettiert mit einer vielgliedrigen Dach- und fabulierfreudigen Fassadengestaltung. Trotz des Verlustes einiger Dekorationselemente sind die anspruchsvolle Architektur erkennbar, die Großzügigkeit des Inneren ablesbar. Im Obergeschoss waren ein Wohnzimmer mit Veranda, ein Damenzimmer, ein Herrenzimmer mit Bibliothek sowie das Zimmer des Sohnes konzipiert, unterm Dach fünf Schlafräume und ein Bad mit WC, die Küche befand sich nebst Speisezimmer, Anrichte und Leutestube im Parterre. Eingebettet waren die Gebäude in eine bemerkenswerte Gartenanlage, umgeben von einer zeittypischen Einfriedung. Für das repräsentative Grundstück mit zwei um die Jahrhundertwende errichteten Gebäuden, der verbindenden Bogenarkade sowie der Einfriedung und des Gartens besteht ein baugeschichtlicher und personengeschichtlicher Wert, zudem eine ortsentwicklungsgeschichtliche Relevanz. LfD/2014, 2016 | 09292084 |
|                                         | Wohnhaus in offener Bebauung, mit Vorgarten und Einfriedung | Otto-Schmiedt-Straße 16 (Karte)                            | 1914 (Wohnhaus)                                                                                             | Putzfassade, Landhaus im Reformstil, rückwärtig Freitreppe und Wintergärten nach 1920, baugeschichtlich von Bedeutung | 09292089 |
|                                         | Wohnhaus in offener Bebauung, mit Vorgarten und Einfriedung | Otto-Schmiedt-Straße 18 (Karte)                            | bezeichnet 1914–1915 (Wohnhaus)                                                                             | Putzfassade mit Fachwerk-Elementen, Landhaus im Reform- und Heimatstil, baugeschichtlich von Bedeutung | 09292088 |
|                                         | Wohnhaus in offener Bebauung, mit Vorgarten | Otto-Schmiedt-Straße 20 (Karte)                            | 1937–1938 (Wohnhaus)                                                                                        | zeittypische Putzfassade, rückwärtig Terrasse, baugeschichtlich von Bedeutung | 09292087 |
|                                         | Wohnhaus in offener Bebauung, mit Hausgarten sowie Einfriedung | Otto-Schmiedt-Straße 24 (Karte)                            | 1937 (Wohnhaus)                                                                                             | zeittypische Putzfassade, zum Garten Terrasse, Haustür mit Ampel, baugeschichtlich von Bedeutung | 09292086 |
|                                         | Wohnhaus in offener Bebauung, mit Vorgarten und Einfriedung | Otto-Schmiedt-Straße 26 (Karte)                            | 1935 (Wohnhaus)                                                                                             | zeittypische Putzfassade, einige bleiverglaste Fenster, baugeschichtlich von Bedeutung Für den steuerbefreiten Eigenheimbau ergingen im Juni 1935 der Bauantrag und im Oktober des gleichen Jahren die Anmeldung zur Schlussbauprüfung. Entwerfend und bauleitend unter Vertrag standen die Raschwitzer Architekten Fischer & Fiedler für ihren Auftraggeber, Herrn Direktor Hanns Steinhaus. Ausführendes Unternehmen war das des Baumeisters August Morgenstern. Das zeittypische „Einfamilienwohnhaus mit Kraftwageneinstellraum“ erhielt knapp 150 m² Wohnfläche, der verputzte Baukörper über Klinkersockel wird von einem steilen ziegelgedeckten Dach abgeschlossen. In der hinteren Grundstücksecke sollte 1955 ein Bildhaueratelier nach Plänen des Architekten Herbert Becke errichtet werden. Von der Wohnhausausstattung sind unter anderem die qualitätvollen schmiedeeisernen Fenstergitter und einige bleiverglaste Fenster zu nennen. Wenig glücklich wirkt die im Rahmen aktueller Sanierungen aufgebrachte neue Dacheindeckung und die neu gefertigten Fenster, bedauerlich ist die Beseitigung des kleinen Spitzbogenfensters im Giebel zur Otto-Schmiedt-Straße. Das auf einem Eckgrundstück situierte Haus besitzt einen baugeschichtlichen Wert und ist Bestandteil des hochwertigen Leutzscher Villenviertels. LfD/2012, 2016 | 09292070 |
|                                         | Wohnhaus in offener Bebauung, mit Vorgarten und Einfriedung | Otto-Schmiedt-Straße 28 (Karte)                            | 1938 (Wohnhaus)                                                                                             | Putzfassade, baugeschichtlich von Bedeutung | 09292072 |
|                                         | Wohnhaus in offener Bebauung, mit Vorgarten und Einfriedung | Otto-Schmiedt-Straße 30 (Karte)                            | bezeichnet 1938 (Wohnhaus)                                                                                  | zeittypische Putzfassade, rückseitig Wintergarten, im Innern Einbauküche aus der Erbauungszeit, baugeschichtlich von Bedeutung | 09292073 |
|                                         | Villa mit Vorgarten, Einfriedung und Toranlage | Otto-Schmiedt-Straße 32 (Karte)                            | um 1925 (Villa)                                                                                             | Putzfassade, Freitreppe, Windfangtür, Wintergarten und Terrasse, originale Ausstattung, noch vom Reformstil der Zeit um 1910 beeinflusstes Gebäude, baugeschichtlich von Bedeutung | 09292075 |
| Weitere Bilder                          | Villa, mit Einfriedung und Vorgarten | Otto-Schmiedt-Straße 34 (Karte)                            | um 1925 (Villa)                                                                                             | Putzfassade, Terrasse und Wintergarten, bleiverglaste Treppenhausfenster, reiche originale Innenausstattung, noch vom Reformstil der Zeit um 1910 beeinflusstes Gebäude, baugeschichtlich von Bedeutung | 09292077 |
|                                         | Villa mit Villengarten, Nebengebäude und Einfriedung | Otto-Schmiedt-Straße 39 (Karte)                            | 1914 (Villa)                                                                                                | Putzfassade, einige bleiverglaste Fenster, Reformstil-Architektur, benannt nach dem Besitzer Fabrikant Max Röder, ortshistorisch und baugeschichtlich von Bedeutung | 09292085 |
|                                         | Villa mit Vorgarten, Einfriedung mit Toreinfahrt und Pforte sowie Brunnen im Garten | Otto-Schmiedt-Straße 41 (Karte)                            | um 1910 (Villa)                                                                                             | historisierende Putzfassade, bleiverglaste Fenster, originale Ausstattung, Weinkeller, benannt nach dem Besitzer Fabrikant Fritz Springer (Mitinhaber der Firma Springer & Möller, Fabrik von chemischen Farben und Lacken), ortshistorisch und baugeschichtlich von Bedeutung | 09292071 |
|                                         | Einfriedung eines Grundstücks | Otto-Schmiedt-Straße 43; 43a (Karte)                       | nach 1910 (Einfriedung)                                                                                     | Garten gehörte zur Nummer 41, Einfriedung mit schmiedeeisernem Gitter und Putzpfosten, kunsthandwerksgeschichtliche Bedeutung | 09292074 |
|                                         | Villa, mit Vorgarten und Einfriedung | Otto-Schmiedt-Straße 45 (Karte)                            | 1927–1928 (Villa)                                                                                           | Putzfassade, reiche originale Innenausstattung, noch vom Reformstil der Zeit um 1910 beeinflusstes Gebäude, benannt nach dem Buchdruckereibesitzer Ernst Fischer, ortsgeschichtlich und baugeschichtlich von Bedeutung Kompakt und klar im Aufbau zeigt sich das für Fabrikbesitzer Ernst Fischer, Inhaber einer Buchdruckerei, 1927 bis 1928 erbaute Einfamilienwohnhaus. Hierfür steuerten die Raschwitzer Architekten Fischer & Fiedler Entwürfe, Firma Münnich & Hedrich statische Berechnungen und die GmbH Emil Bödemann Erfahrungen bezüglich der übernommenen Ausführung bei. Später wurde Baumeister G. Alfred Schurich, Inhaber einer Nutzholzhandlung und eines Zimmereigeschäfts, für Ausführung und Statik des Dachstuhls für ein Walmdach hinzugezogen. 1960 war beabsichtigt, einen abgeschlossenen zweiten Wohnbereich zu erhalten, 1973 erfolgten kleinere Umbauten und 1980 der Einsturz der Verandadecke im Erdgeschoss. Die denkmalschutzrechtliche Genehmigung für eine Sanierung datiert vom Oktober 1996. So klar der Baukörper wirkt, lockern ein Windfang mit dem Hauseingang, rückwärtig eine Veranda mit Übergang in den großzügigen Garten, ein Standerker an der Südseite und ein schwach zur Straße vortretender erkerähnlicher Vorbau die Fassaden auf. Gewände und Gesimse aus Betonkunststein gliedern den Baukörper, sehr wenige Schmuckelemente des Art déco bereichern das Erscheinungsbild (unter anderem eiserne Balkongitter, ein Schlussstein über dem Hauseingang, Gussformteile in Lünetten über einigen Fenstern). Grundgedanke des Fassaden- und Gestaltungsentwurfes scheinen Strukturen des Reformstils zu sein – im Inneren allerdings beeindruckt eine überbordende Ausstattung im Bekenntnis der 1920er Jahre. Vorgarten, Einfriedung und der großzügige rückwärtige Garten tragen sehr zum noblen Erscheinungsbild des Grundstücks bei, das in angenehmer Korrespondenz mit Otto-Schmiedt-Straße 32 steht. Außerordentlich negativ auf den gesamten Straßenabschnitt wirkt sich die Ende 2019 fertiggestellte, brutal wirkende Wohnhausanlage Otto-Schmiedt-Straße 43 aus, bei deren Entwurf die Architekten und Finanziers kein Verständnis für die Eleganz der benachbarten und gegenüberliegenden historischen Häuser aufzubringen gewillt waren. Fragwürdig für die Einordnung dieser Häuser in das qualitätvolle Leutzscher Villenviertel ist die Rolle der Stadtplanung. Für Otto-Schmiedt-Straße 45 besteht ein baugeschichtlicher und baukünstlerischer Wert. LfD/2018, 2019 | 09292076 |
|                                         | Wohnhaus in offener Bebauung, mit Garten | Paul-Michael-Straße 1 (Karte)                              | 1930 (Wohnhaus)                                                                                             | zeittypische Putzfassade, rückwärtig Wintergarten und Terrasse, baugeschichtlich von Bedeutung | 09291962 |
|                                         | Villa mit Garten | Paul-Michael-Straße 2 (Karte)                              | 1903 (Villa)                                                                                                | Putzfassade mit Fachwerkgiebel, Balkon, Terrasse, Veranda, originale Innenausstattung, unter anderem Wandschränke, benannt nach Fabrikbesitzer Max Thorer, wohl Familienmitglied der Rauchwarenhändler-Familie Thorer, ortsgeschichtlich und baugeschichtlich von Bedeutung | 09291964 |
|                                         | Villa mit angebautem Nebengebäude (ursprünglich Kutscherhaus mit Pferdestall) sowie Vorgarten (mit Auffahrt), Garten und Einfriedung | Paul-Michael-Straße 3 (Karte)                              | 1880 (Villa)                                                                                                | Klinkerfassade, Stuck in den Räumen, Stammhaus der Familie Thorer (Leipziger Rauchwarenhändler-Firma Theodor Thorer, auch Rauchwaren-Zurichterei und -Färberei), ortsgeschichtlich und baugeschichtlich von Bedeutung | 09291963 |
|                                         | Villa mit Villengarten, Toranlage und Einfriedung | Paul-Michael-Straße 4 (Karte)                              | 1903 (Villa)                                                                                                | Putzfassade mit Fachwerkgiebel, Terrasse und Freitreppe, benannt nach der Verlagsbuchhändler-Familie Klinkhardt, ortsgeschichtlich und baugeschichtlich von Bedeutung | 09291965 |
| Weitere Bilder                          | Villa mit Villengarten und Einfriedung | Paul-Michael-Straße 5 (Karte)                              | 1895 (Villa)                                                                                                | Putzfassade, mit Schwebegiebel und Turm, einige bleiverglaste Fenster, vermutlich erbaut für Ernst Thorer, Familienmitglied der Rauchwarenhändler-Familie Thorer, ortsgeschichtlich und baugeschichtlich von Bedeutung | 09291966 |
| Weitere Bilder                          | Villa mit Villengarten, Einfriedung mit Toranlage sowie Garagenhaus im Garten | Paul-Michael-Straße 6 (Karte)                              | 1903–1904 (Villa)                                                                                           | bemerkenswerte herrschaftliche Jugendstilvilla, prachtvolle Verglasung der Treppenhausfenster, im Innern Stuckgliederung, Architekt: Paul Möbius, benannt nach dem Bauherrn Fabrikbesitzer Friedrich Görke, ortsgeschichtlich und baugeschichtlich von Bedeutung | 09291967 |
|                                         | Villa mit Villengarten und Einfriedung mit Pforte | Paul-Michael-Straße 7 (Karte)                              | bezeichnet 1908–1909 (Villa)                                                                                | Putzfassade mit Fachwerk-Elementen, Balkon, sehr schöner Holzzaun, reiche Innenausstattung, unter anderem Mosaikbrunnen und Holzdecken, Villa benannt nach Andreas Fischer-Thorer (Inhaber der Galerie Pietro Del Vecchio, Königliche Hofkunsthandlung in Leipzig), ortsgeschichtlich und baugeschichtlich von Bedeutung | 09291968 |
| Weitere Bilder                          | Villa mit Villengarten und Einfriedung mit Pforte | Paul-Michael-Straße 8 (Karte)                              | um 1915 (Villa)                                                                                             | herrschaftlicher Putzbau, rückwärtige Terrasse, Reformstil-Architektur, benannt nach dem alten Eigentümer Fabrikbesitzer Dr. jur. Walther Flemming (Mitinhaber der Flügel- und Piano-Mechanik-Fabrik H. F. Flemming), ortsgeschichtlich und baugeschichtlich von Bedeutung | 09291957 |
|                                         | Villa mit Nebengebäude (Garagenhaus) und Verbindungsbau, Garten und Einfriedung mit Toranlage | Paul-Michael-Straße 9 (Karte)                              | 1912–1914, bezeichnet 1914 (Villa), 1912–1914 (Garage)                                                      | stattlicher Putzbau, im Innern Marmor- und Stuckdekoration, bleiverglaste Fenster, Windfangtür, Holztäfelung, offener Kamin und Stuck, Wandschränke, an der Außenwand Brunnen an der Trennmauer, Reformstil-Architektur, Villa benannt nach Besitzer Generalkonsul Dr. h.c. Paul Hollender, Miteigentümer der Rauchwaren-Firma Theodor Thorer und Schwiegersohn des Firmengründers, ortsgeschichtlich und baugeschichtlich von Bedeutung | 09291959 |
| Weitere Bilder                          | Villa mit Villengarten, Gartenpavillon, Einfriedung und Toranlage | Paul-Michael-Straße 10 (Karte)                             | 1908 (Villa)                                                                                                | Putzfassade, bleiverglaste Fenster, Marmorverkleidung und Windfangtür im Eingangsbereich, Reformstil-Architektur, benannt nach Kaufmann Fritz Thorer, Familienmitglied der Rauchwarenhändler-Familie Thorer, ortshistorisch und baugeschichtlich von Bedeutung | 09291958 |
|                                         | Villa mit Garten und Einfriedung mit Toranlage | Paul-Michael-Straße 11 (Karte)                             | 1912 (Villa)                                                                                                | Putzfassade, teilweise bleiverglaste Fenster, Holzpaneele und Windfangtür im Eingangsbereich, Reformstil-Architektur, benannt nach dem Fabrikbesitzer Arthur Dietzold, ortsgeschichtlich und baugeschichtlich von Bedeutung | 09291960 |
| Weitere Bilder                          | Doppelvilla mit Vorplatz und Gartenanlage (mit Teich und Terrasse), Gartenpavillon sowie Einfriedung (zugehörig zwei Nebengebäude, siehe Mathiesenstraße 1) | Paul-Michael-Straße 12; 14 (Karte)                         | 1923–1925 (Wohnhaus)                                                                                        | zweiflügelige repräsentative Wohnanlage mit Durchgang zu den Nebengebäuden an der Mathiesenstraße, Putzfassade im traditionalistischen Stil der 1920er Jahre, Stuckdecken in einigen Innenräumen, Freitreppe zum Garten, großzügig gestaltete Gartenanlage, Architekt: Heinrich Straumer, Berlin, ortsgeschichtlich, gartenkünstlerisch und baugeschichtlich von Bedeutung | 09291969 |
| Weitere Bilder                          | Villa mit Garten und Einfriedung mit Pforte | Paul-Michael-Straße 15 (Karte)                             | bezeichnet 1895 (Villa)                                                                                     | repräsentative Klinkerfassade, Holzveranden, Dach mit reichem Gespärre-Giebeln, ortsgeschichtlich und baugeschichtlich von Bedeutung | 09292043 |
|                                         | Wohnhaus (mit zwei Hausnummern) in offener Bebauung, mit Vorgarten und Einfriedung | Pfingstweide 4; 4a (Karte)                                 | 1936–1937 (Doppelwohnhaus)                                                                                  | Putzfassade, baugeschichtlich von Bedeutung | 09291974 |
|                                         | Villa mit Vorgarten | Pfingstweide 7 (Karte)                                     | um 1910 (Villa)                                                                                             | Putzfassade, Fachwerkgiebel, Eckturm, Fachwerkerker, baugeschichtlich von Bedeutung | 09292012 |
|                                         | Mehrfamilienhäuser einer Wohnanlage, mit Vorgärten | Pfingstweide 9; 11; 13 (Karte)                             | bezeichnet 1926 (Mehrfamilienwohnhaus)                                                                      | Putzfassade im traditionalistischen Stil der 1920er Jahre, baugeschichtlich von Bedeutung | 09292013 |
|                                         | Einzeldenkmal der Sachgesamtheit Städtische Wohnanlage Hubert-Ritter-Siedlung (Obj. 09305261, Heimteichstraße 16–40): Mehrfamilienhäuser einer Wohnanlage | Pfingstweide 10; 12; 14; 16 (Karte)                        | 1925–1930 (Mehrfamilienwohnhaus)                                                                            | Putzbauten mit Erkern im traditionalistischen Stil der 1920er Jahre, farbig verglaste Treppenhausfenster, siehe auch Hellerstraße 1–9, Blüthnerstraße 11–23 und Heimteichstraße 16–24, städtebaulich und sozialgeschichtlich von Bedeutung | 09292014 |
|                                         | Mehrfamilienhaus (mit Heimteichstraße 14) einer Wohnanlage, mit Vorgarten | Pfingstweide 15 (Karte)                                    | 1927–1928 (Mehrfamilienwohnhaus)                                                                            | Putzfassade mit Klinkergliederung, Anklänge an den Stil der Moderne, siehe auch Heimteichstraße 8–12 und Heimteichstraße 14, baugeschichtlich von Bedeutung Architekt Walther R. Beyer reichte am Jahresanfang 1927 Pläne für ein dreigeschossiges Doppelwohngebäude als Vorprojekt ein. Markant stach auf der Ansichtszeichnung ein kräftiger, in expressionistischer Formensprache gehaltener Eckturm in Sichtklinkerbauweise ins Auge, fußend auf einer über Seite geführten Ladenfront. Durch Gutachten, Ausnahmeanträge, einer Erörterung der Architektur- und Baukörperstellung sowie einem neuen Aufteilungsplan machten sich ein neuerlicher Antrag nebst Tekturzeichnungen notwendig, der am 25. August 1927 positiv beschieden wurde. Am 5. September begannen die Bauarbeiten, im Juni 1928 erfolgte die Schlussprüfung. Auf eine Ladenzone war nun komplett verzichtet worden, die Ecke wirkt kompakt und ist teilweise viergeschossig ausgebildet. Klinkerbänder und Gesimse gliedern die ansonsten schmucklose Putzfassade. Ebenfalls aus Eisenklinkern bestehen der Sockel und die kräftigen Rahmungen der rückwärtig angeordneten Hauseingänge. 1938/1939 wurde ein Laden- und Garagengebäude straßenbegleitend als Zwischenbau zur Mietshausblockgrenze Pfingstweide 13 errichtet (diese Anbauten vor 2018 abgebrochen). Architekt Kurt Schwarze war hier bauleitend für die Gemeinnützige Baugenossenschaft Leipzig-Lindenau eGmbH tätig, die seinerzeit auch Initiatorin des Wohnungsbaus gewesen war. Rasenflächen, Pflaster und Einfriedungen und die Vorgärten mit Kantensteinen tragen ebenso wesentlich zur Charakteristik der Anlage bei wie erhaltene Details der historischen Innenausstattung. Das Eckhaus wird wegen der kräftigen Einfärbung des Putzes im Volksmund auch „Der rote Ochse“ genannt. Baugeschichtlich und ortsentwicklungsgeschichtliche Bedeutung, Zeugnis des sozialen Wohnungsbaus am Ende der 1920er Jahre. LfD/2014, 2017 | 09292256 |
|                                         | Mietshaus in halboffener Bebauung und in Ecklage | Pfingstweide 23 (Karte)                                    | um 1910 (Mietshaus)                                                                                         | ehemals mit Eckladen und Laden, Putzfassade mit Eckerker, Terrazzo im Eingangsbereich, baugeschichtlich von Bedeutung | 09292272 |
|                                         | Wohnhaus in offener Bebauung, mit Vorgarten, Einfriedung und an der Rathenaustraße Garagen-Anbau | Philipp-Reis-Straße 1 (Karte)                              | bezeichnet 1937–1938 (Wohnhaus)                                                                             | Putzfassade, bleiverglaste Treppenhausfenster, eiserne Ampel am Eingang, in gleicher Bauweise Nachbarhaus Rathenaustraße 19a, baugeschichtlich von Bedeutung | 09291970 |
|                                         | Wohnhaus in offener Bebauung, mit Garagen-Anbau, Vorgarten und Einfriedung sowie Plastik | Philipp-Reis-Straße 3 (Karte)                              | um 1940 (Wohnhaus)                                                                                          | zeittypische Putzfassade, baugeschichtlich von Bedeutung, Bestandteil des Leutzscher Villenviertels | 09291971 |
|                                         | Wohnhaus in offener Bebauung, mit Garagen-Anbau, Vorgarten und Einfriedung | Philipp-Reis-Straße 5 (Karte)                              | um 1940 (Wohnhaus)                                                                                          | zeittypische Putzfassade, baugeschichtlich von Bedeutung | 09291972 |
|                                         | Wohnhaus in offener Bebauung, mit Vorgarten und Einfriedung | Philipp-Reis-Straße 7 (Karte)                              | um 1940 (Wohnhaus)                                                                                          | zeittypische Putzfassade, baugeschichtlich von Bedeutung | 09229351 |
|                                         | Wohnhaus in offener Bebauung, mit Vorgarten und Einfriedung | Philipp-Reis-Straße 9 (Karte)                              | 1936 (Wohnhaus)                                                                                             | zeittypische Putzfassade, Terrasse auf der Gartenseite, baugeschichtlich von Bedeutung | 09229354 |
| Direkt Bild zu diesem Denkmal hochladen | Villa (Anschrift: Rathenaustraße 23), Einfriedung mit Toranlage, Villengarten und Nebengebäude (Anschrift: Philipp-Reis-Straße 10) | Philipp-Reis-Straße 10 (Karte)                             | 1896 (Villa)                                                                                                | Villa ein vielgliedriger Baukörper, Klinkerfassade mit Fachwerkelementen, bleiverglaste Treppenhausfenster, rückwärtig Terrasse, Nebengebäude Bedienstetenwohnhaus und Remise, Villa erbaut für den Fabrikanten Max Gräbner, später Wohnhaus des Leipziger Oberbürgermeisters und antifaschistischen Widerstandskämpfers Carl Goerdeler (1884–1945), baugeschichtlich und personengeschichtlich von Bedeutung | 09292038 |
|                                         | Wohnhaus in offener Bebauung, mit Vorgarten und Einfriedung | Philipp-Reis-Straße 11a (Karte)                            | 1936–1937 (Entwurf Wohnhaus), vor 1948 (Wohnhaus)                                                           | zeittypische Putzfassade, baugeschichtlich von Bedeutung | 09292746 |
|                                         | Wohnhaus in offener Bebauung, mit Vorgarten und Einfriedung | Philipp-Reis-Straße 11b (Karte)                            | 1936–1937 (Entwurf Wohnhaus), vor 1948 (Wohnhaus)                                                           | zeittypische Putzfassade, Terrasse auf der Gartenseite, baugeschichtlich von Bedeutung | 09229353 |
|                                         | Wohnhaus in offener Bebauung, mit Vorgarten und Einfriedung | Philipp-Reis-Straße 11c (Karte)                            | 1937 (Entwurf Wohnhaus), 1954 (Wohnhaus)                                                                    | zeittypische Putzfassade, baugeschichtlich von Bedeutung | 09292706 |
| Direkt Bild zu diesem Denkmal hochladen | Villa (Rathenaustraße 21) mit Einfriedung und Garten sowie Remisengebäude (Philipp-Reis-Straße 12) | Philipp-Reis-Straße 12 (Karte)                             | 1892 (Villa)                                                                                                | Putzbau mit Turm, Anklänge an den Schweizerstil, baugeschichtlich von Bedeutung | 09292037 |
|                                         | Wohnhaus in offener Bebauung, mit Vorgarten und Einfriedung | Philipp-Reis-Straße 13 (Karte)                             | um 1940 (Wohnhaus)                                                                                          | zeittypische Putzfassade, baugeschichtlich von Bedeutung | 09229352 |
| Weitere Bilder                          | Zwei aneinandergebaute Mehrfamilienhäuser (Nr. 73/75 und Nr. 77–83) einer Wohnanlage, mit Vorgärten und Einfriedung zur Hellerstraße | Philipp-Reis-Straße 73; 75; 77; 79; 81; 83 (Karte)         | 1927–1928 (Wohnblock)                                                                                       | mehrfarbige Putzfassade im Art-déco-Stil, mit Loggien zur Hofseite, baugeschichtlich von Bedeutung | 09292016 |
| Weitere Bilder                          | Einzeldenkmale der Sachgesamtheit Wohnanlage Leutzsch des Bauvereins zur Beschaffung preiswerter Wohnungen (Obj. 09305608, Philipp-Reis-Straße 85–99): Mehrfamilienhäuser einer Wohnanlage (bauliche Einheit mit Gaußstraße 55) | Philipp-Reis-Straße 85; 87; 89; 91; 93; 95; 97; 99 (Karte) | 1937 (Mehrfamilienwohnhaus)                                                                                 | zeittypische Putzfassade der 1930er Jahre, Treppenhausfenster mit geätzter Verglasung, siehe auch Gaußstraße 55 und Karl-Schurz-Straße 58–66, baugeschichtlich und sozialgeschichtlich von Bedeutung | 09292015 |
| Weitere Bilder                          | Sachgesamtheit Wohnanlage Leutzsch des Bauvereins zur Beschaffung preiswerter Wohnungen, bestehend aus den Einzeldenkmalen: Mehrfamilienhäuser Philipp-Reis-Straße 85–99 (Obj. 09292015), Gaußstraße 55 (Obj. 09292262) und Karl-Schurz-Straße 58–66 (Obj. 09292003), weiterhin Vorgärten an Philipp-Reis-Straße und Gaußstraße sowie Hofgrün | Philipp-Reis-Straße 85; 87; 89; 91; 93; 95; 97; 99 (Karte) | 1937 (Wohnanlage)                                                                                           | Bauten mit zeittypischer Putzfassade der 1930er Jahre, bemerkenswerte Hofgestaltung, ortsentwicklungsgeschichtlich, sozialgeschichtlich und baugeschichtlich von Bedeutung | 09305608 |
| Direkt Bild zu diesem Denkmal hochladen | Sachgesamtheit Kleingartenanlage Prießnitz-Morgenröte: mit Vereinshaus/Spielhalle einer Kleingartenanlage und zahlreichen historischen Gartenlauben, mit Einfriedungen, Pfortenrahmungen und Beeteinfassungen von Kleingärten (alles Sachgesamtheitsteile)                                                                                    | Prießnitzstraße 1 (Karte)                                  | 1907–1908 (Kleingartenanlage)                                                                               | ehemals durch zwei Vereine gegründet (Naturheilverein Priessnitz-Leipzig-West und Verein Morgenröte), 1957 Zusammenschluss der Vereine, gut erhaltener historischer Charakter der Anlagen, einst mit Freibad (Priessnitzbad 1988 geschlossen), ortsgeschichtlich von Bedeutung | 09299242 |
|                                         | Doppelmietshaus (Prießnitzstraße 22 und William-Zipperer-Straße 83) in geschlossener Bebauung und in Ecklage | Prießnitzstraße 22 (Karte)                                 | bezeichnet 1902 (Doppelmietshaus)                                                                           | historisierende Putz-Klinker-Fassade, zum Teil Jugendstil-Dekoration, Eckbetonung, Windfangtür, baugeschichtlich von Bedeutung | 09292202 |
|                                         | Doppelmietshaus in geschlossener Bebauung | Prießnitzstraße 24a; 24b (Karte)                           | um 1900 (Doppelmietshaus)                                                                                   | Putz-Klinker-Fassade, baugeschichtlich von Bedeutung | 09297857 |
|                                         | Mietshaus in geschlossener Bebauung | Prießnitzstraße 26 (Karte)                                 | bezeichnet 1914 (Mietshaus)                                                                                 | mit Tordurchfahrt, Putzfassade mit Erker, Stuckreliefs im Eingangsbereich, Wohnungstüren mit Supraporten, baugeschichtlich von Bedeutung | 09297858 |
|                                         | Mietshaus in geschlossener Bebauung | Prießnitzstraße 28 (Karte)                                 | 1914 (Mietshaus)                                                                                            | Putzfassade mit Kastenerker, Stuckreliefs und Terrazzo im Eingangsbereich, Wohnungstüren mit Supraporten, baugeschichtlich von Bedeutung | 09297859 |
|                                         | Mietshaus in geschlossener Bebauung | Prießnitzstraße 32 (Karte)                                 | um 1900 (Mietshaus)                                                                                         | mit Laden, historisierende Klinkerfassade, baugeschichtlich von Bedeutung | 09292017 |
|                                         | Mietshaus in geschlossener Bebauung | Prießnitzstraße 34 (Karte)                                 | um 1890 (Mietshaus)                                                                                         | mit Tordurchfahrt, ehemals mit Laden, Klinkerfassade, preußische Kappen in der Tordurchfahrt und Schablonenmalerei, Treppenhausfenster mit Resten geätzter Verglasung, baugeschichtlich von Bedeutung | 09297862 |
|                                         | Mietshaus in geschlossener Bebauung | Prießnitzstraße 36 (Karte)                                 | um 1895 (Mietshaus)                                                                                         | mit Tordurchfahrt, ehemals mit Laden, Klinkerfassade, baugeschichtlich von Bedeutung | 09292018 |
|                                         | Mietshaus in geschlossener Bebauung | Prießnitzstraße 38 (Karte)                                 | um 1895 (Mietshaus)                                                                                         | mit Hausdurchgang, Klinkerfassade, baugeschichtlich von Bedeutung | 09297864 |
|                                         | Mietshaus in halboffener Bebauung | Prießnitzstraße 40 (Karte)                                 | um 1895 (Mietshaus)                                                                                         | Klinkerfassade, Wand- und Deckenstuck im Eingangsbereich, baugeschichtlich von Bedeutung | 09292019 |
|                                         | Mietshaus in geschlossener Bebauung | Prießnitzstraße 42 (Karte)                                 | um 1895 (Mietshaus)                                                                                         | abwechslungsreich gegliederte Klinker-Putz-Fassade, Wand- und Deckenstuck im Eingangsbereich und Ausmalung, baugeschichtlich von Bedeutung | 09292020 |
|                                         | Mietshaus in halboffener Bebauung | Prießnitzstraße 44 (Karte)                                 | um 1890 (Mietshaus)                                                                                         | Klinkerfassade, Stuckkehle im Eingangsbereich, baugeschichtlich von Bedeutung | 09297865 |
|                                         | Mietshaus in halboffener Bebauung | Pufendorfstraße 1 (Karte)                                  | 1898 (Mietshaus)                                                                                            | Putzfassade, baugeschichtlich von Bedeutung Zwei reich dekorierte und kräftig gegliederte Seitenrisalite und ein repräsentativ gestaltetes Erdgeschoss sollten das 1898 von Architekt Erhardt K. entworfene Gründerzeitmietshaus gliedern. Ausgeführt wurde leider nur eine sehr reduzierte Fassadendekoration unter Verzicht auf die Risalitausbildung. Bauherr war zunächst Emil Geilhufe, später die Malermeister Raulf & Ehlers. 1904 Erwerb des Grundstücks durch den Maurer Emil Richard Klein nach Zwangsversteigerung. Eine Bauanzeige vom 26. April 1939 berichtet über „äußere Abputz- und Anstricharbeiten an der Vorderfront“ im Auftrag von Herrn A. Görlitz aus Miltitz. Ausführendes Unternehmen war das Baugeschäft von Baumeister Karl Skuhr. Die einfache Putzfassade mit Kunststeingliederungen, insbesondere in den beiden ersten Obergeschossen. Im Inneren die komplette Ausstattung einschließlich der Treppenhausausmalung erhalten. Sanierung beabsichtigt 2010. LfD/2009 | 09302868 |
|                                         | Mietshaus in halboffener Bebauung und in Ecklage | Pufendorfstraße 3 (Karte)                                  | um 1895 (Mietshaus)                                                                                         | Klinkerfassade, Eckbetonung, Stuckkehle und Windfangtür im Eingangsbereich, baugeschichtlich von Bedeutung | 09292021 |
|                                         | Mietshaus in geschlossener Bebauung und in Ecklage | Pufendorfstraße 4 (Karte)                                  | um 1895 (Mietshaus)                                                                                         | Klinkerfassade, Ausmalung im Treppenhaus, Wand- und Deckenstuck im Eingangsbereich, baugeschichtlich von Bedeutung | 09292022 |
|                                         | Mietshaus in geschlossener Bebauung | Pufendorfstraße 5 (Karte)                                  | um 1895 (Mietshaus)                                                                                         | mit Hausdurchgang, Klinkerfassade, baugeschichtlich von Bedeutung | 09292023 |
|                                         | Mietshaus in geschlossener Bebauung | Pufendorfstraße 6 (Karte)                                  | um 1895 (Mietshaus)                                                                                         | mit Tordurchfahrt, Klinkerfassade, baugeschichtlich von Bedeutung | 09292024 |
|                                         | Mietshaus in geschlossener Bebauung | Pufendorfstraße 8 (Karte)                                  | um 1900 (Mietshaus)                                                                                         | mit Tordurchfahrt, Klinkerfassade, Treppenhausfenster mit Resten geätzter Verglasung, baugeschichtlich von Bedeutung | 09292025 |
|                                         | Mietshaus in geschlossener Bebauung | Pufendorfstraße 10 (Karte)                                 | um 1900 (Mietshaus)                                                                                         | Klinkerfassade, Treppenhausfenster mit Resten geätzter Verglasung, Holzpaneele, Wand- und Deckenstuck mit Malerei im Eingangsbereich, baugeschichtlich von Bedeutung | 09292026 |
|                                         | Mietshaus in geschlossener Bebauung | Pufendorfstraße 12 (Karte)                                 | um 1900 (Mietshaus)                                                                                         | Klinkerfassade, Holzpaneele und Stuckgliederung im Eingangsbereich, baugeschichtlich von Bedeutung | 09292027 |
| Weitere Bilder                          | Transformatorenhäuschen | Rathenaustraße (Karte)                                     | bezeichnet 1910 (Transformatorenstation)                                                                    | auf der Fläche der Straßenerweiterung der Rathenaustraße zur Blüthnerstraße, Putzfassade mit Schieferdach und Kupferhaube, baugeschichtlich und technikgeschichtlich von Bedeutung | 09291975 |
| Weitere Bilder                          | Mietshaus in offener Bebauung und Vorgarten | Rathenaustraße 1 (Karte)                                   | 1889 (Mietshaus)                                                                                            | ehemals mit zwei Läden, historisierende Klinkerfassade, baugeschichtlich von Bedeutung | 09292028 |
| Weitere Bilder                          | Mietvilla, mit Einfriedung und Vorgarten | Rathenaustraße 6 (Karte)                                   | um 1890 (Mietvilla)                                                                                         | historisierende Klinkerfassade, baugeschichtlich von Bedeutung | 09292029 |
| Weitere Bilder                          | Villa mit Villengarten (mit Grotte und Teich) sowie Einfriedung mit Pforte | Rathenaustraße 8 (Karte)                                   | 1896–1897 (Villa)                                                                                           | historistische Klinkerfassade, ortsgeschichtlich und baugeschichtlich von Bedeutung | 09292030 |
| Weitere Bilder                          | Wohnhaus in offener Bebauung, mit Einfriedung | Rathenaustraße 11 (Karte)                                  | bezeichnet 1927 (Wohnhaus)                                                                                  | zeittypische Putzfassade, baugeschichtlich von Bedeutung | 09292031 |
| Weitere Bilder                          | Villa mit Vorgarten, Einfriedung, Garten und Gartenpavillon | Rathenaustraße 14 (Karte)                                  | 1899 (Villa)                                                                                                | historisierende Putzfassade, Windfangtür, Treppenhaus um 1925, baugeschichtlich von Bedeutung | 09292032 |
| Weitere Bilder                          | Villa, mit Vorgarten und Einfriedung | Rathenaustraße 15 (Karte)                                  | 1887 (Villa)                                                                                                | Klinkerfassade mit Sparrengiebel, Anklänge an den Schweizerstil, baugeschichtlich von Bedeutung | 09292033 |
| Weitere Bilder                          | Villa, mit Vorgarten sowie Einfriedung (Einfriedung auch bei Rathenaustraße 15b und Laurentiusstraße 2a) mit drei Pforten und Toreinfahrt | Rathenaustraße 15c (Karte)                                 | 1926 (Villa)                                                                                                | zeittypische aufwendige Putzfassade, prächtiges Treppenhaus mit originaler Ausstattung, bleiverglaste Treppenhausfenster, baugeschichtlich von Bedeutung | 09291978 |
| Weitere Bilder                          | Villa, mit Garten und Einfriedung | Rathenaustraße 15d (Karte)                                 | 1923–1925 (Villa)                                                                                           | zeittypische aufwendige Putzfassade, bleiverglaste Treppenhausfenster, Architekt: Georg Staufert, baugeschichtlich von Bedeutung | 09291979 |
| Weitere Bilder                          | Villa, mit Villengarten, Pavillon und Gartenlaube sowie Pforte | Rathenaustraße 17a (Karte)                                 | 1909–1911 (Villa), 1907 (Gartenlaube)                                                                       | malerisch gestalteter Putzbau, im Reform- und Heimatstil der Zeit um 1910, große gestaltete Gartenanlage mit Teich, siehe auch ehemaliges Gartenhaus Karl-Schurz-Straße 4, benannt nach dem ersten Eigentümer des Grundstückes, dem praktischen Arzt Dr. med. Ludwig Hahn, ortsgeschichtlich, gartenkünstlerisch und baugeschichtlich von Bedeutung | 09292034 |
| Weitere Bilder                          | Villa mit Garten und Einfriedung | Rathenaustraße 19 (Karte)                                  | 1893 (Villa)                                                                                                | Klinkerfassade mit Fachwerkelementen, rückwärtig Terrasse, ortsgeschichtlich und baugeschichtlich von Bedeutung Denkmalbeschreibung (Landschaftsarchitekturbüro Franz, 5. Dezember 2012) Villengarten im landschaftlichen Stil mit geschwungenen Wegen, diese aber umfassend erneuert und sehr wahrscheinlich nicht mehr im originalen Verlauf, einige wertvolle alte Bäume, großer sechseckiger Pavillon aus Holz in der nordwestlichen Ecke des Gartens (eventuell transloziert), im Vorgartenbereich Parkplätze, an der südlichen Grenze des Gartens neueres Gerätehaus. Der Garten war vermutlich einst Teil eines großen Landschaftsgartens, zu dem unter anderem auch die Grundstücke Rathenaustraße 17a (Villa Hahn) mit Karl-Schurz-Str. 4 sowie Rathenaustraße 23 und 23 a gehörten (vermutlich im Besitz des Röntgenarztes Dr. Hahn). Vegetation zahlreiche Altgehölze, besonders bemerkenswert eine alte Blut-Buche und eine alte Scharlach-Eiche (Quercus coccinea), darüber hinaus Ahorn, Linde, Schwarz-Kiefer, Eibe, Rhododendron Kleinarchitekturen offener, sechseckiger Pavillon, Holzkonstruktion, Dach in Kupfer gedeckt, Außentreppe aus Holz, vier Steigungen, im Innenraum umlaufende Bank und mittiger, ebenfalls sechseckiger Tisch, beides aus Holz, Fußboden: Holzdielen. Pavillon eventuell transloziert Einfriedung: Zaunanlage mit drei Toren, Klinkerpfosten und schmiedeeiserne Zaunfelder, alles erneuert Beeinträchtigungen: umfassende Erneuerung, dadurch Überformung der historischen Substanz, Verwendung von unpassenden Materialien (Betonpflaster, Kunststoffwaben, Wegeeinfassungen aus Kunststoff) | 09292035 |
| Weitere Bilder                          | Wohnhaus in offener Bebauung, mit Einfriedung und Vorgarten | Rathenaustraße 19a (Karte)                                 | bezeichnet 1937–1938 (Wohnhaus)                                                                             | zeittypische Putzfassade, bleiverglaste Treppenhausfenster, in gleicher Bauweise Philipp-Reis-Straße 1, baugeschichtlich von Bedeutung | 09292036 |
| Weitere Bilder                          | Villa (Rathenaustraße 21) mit Einfriedung und Garten sowie Remisengebäude (Philipp-Reis-Straße 12) | Rathenaustraße 21 (Karte)                                  | 1892 (Villa)                                                                                                | Putzbau mit Turm, Anklänge an den Schweizerstil, baugeschichtlich von Bedeutung | 09292037 |
| Weitere Bilder                          | Villa mit Villengarten (mit Teich), Pavillon und Einfriedung mit Toranlage | Rathenaustraße 22 (Karte)                                  | 1895–1896 (Villa), 1896 (Einfriedung)                                                                       | repräsentative Klinkerfassade mit Fachwerk-Elementen, bleiverglaste Treppenhausfenster, rückwärtig Terrasse, benannt nach dem Generaldirektor Max Körting, Mitinhaber der Bogenlampenfabrik Körting & Mathiesen, ortsgeschichtlich und baugeschichtlich von Bedeutung | 09291980 |
| Weitere Bilder                          | Villa (Anschrift: Rathenaustraße 23), Einfriedung mit Toranlage, Villengarten und Nebengebäude (Anschrift: Philipp-Reis-Straße 10) | Rathenaustraße 23 (Karte)                                  | 1896 (Villa)                                                                                                | Villa ein vielgliedriger Baukörper, Klinkerfassade mit Fachwerkelementen, bleiverglaste Treppenhausfenster, rückwärtig Terrasse, Nebengebäude Bedienstetenwohnhaus und Remise, Villa erbaut für den Fabrikanten Max Gräbner, später Wohnhaus des Leipziger Oberbürgermeisters und antifaschistischen Widerstandskämpfers Carl Goerdeler (1884–1945), baugeschichtlich und personengeschichtlich von Bedeutung | 09292038 |
| Weitere Bilder                          | Straßenbahndepot | Rathenaustraße 23a (Karte)                                 | 1907–1908 (Straßenbahndepot)                                                                                | ehemaliger Straßenbahnhof der Großen Leipziger Straßenbahn, zwei Stahlbetonwagenhallen mit je fünf Gleisen, Klinkerfassaden, ortsgeschichtlich und baugeschichtlich von Bedeutung | 09292041 |
| Weitere Bilder                          | Beamtenwohnhaus in offener Bebauung, mit Vorgarten | Rathenaustraße 23a (Karte)                                 | 1907–1908 (Beamtenwohnhaus)                                                                                 | Beamtenwohnhaus der Großen Leipziger Straßenbahn, unmittelbar am Straßenbahnhof gelegen, Klinkerfassade, ortsgeschichtlich und baugeschichtlich von Bedeutung | 09292039 |
| Weitere Bilder                          | Pavillon in rückwärtiger Grundstückslage, mit Garten | Rathenaustraße 23a (Karte)                                 | 1884 (Gartenpavillon)                                                                                       | aufwendig gestalteter hölzerner Pavillon, errichtet im Auftrag des Besitzers, des praktizierenden Arztes Dr. med. Oskar Hahn, ortsgeschichtlich von Bedeutung Am Neuen Communications-Weg entstand im Auftrag des Besitzers eines größeren Leutzscher Grundstückareals, des praktizierenden Arztes Dr. med. Oskar Hahn, ein zweigeschossiges Gartenhaus nach Entwürfen von Architekt Hans Engel (oder Enger), der sich selbst auch als Bauführender bezeichnete. Zwischen April und Juli des Jahres 1884 wurde ein massives Untergeschoss aus Bruchsteinmauerwerk für die Aufbewahrung von Gartengeräten errichtet, auf dem eine Holzkonstruktion mit ausgesetzten Zwischenfeldern zur Ausführung kam. Ein weit gespanntes Schieferdach schützt den außerordentlich malerischen Bau vor der Witterung, der Eingang ist von Holzsäulen gerahmt, gedrechselte Stützen leiten über zum vorgezogenen Dach. Eine Treppe führt seitlich auf die vorgelagerte Terrasse. Der Pavillonbau lag inmitten eines weiträumigen Parkgeländes, das zwischen Villa Max Gräbner (später Wohnort von Karl Goerdeler) und dem Leutzscher Straßenbahnhof der Grossen Leipziger Straßenbahn lag. 1885 bis 1886 entstand ein Aussichtsturm nebst Wasserbassin im Burgenstil, der leider nicht erhalten ist. Hinzuweisen ist auf das ursprünglich weitläufige Hahnsche Grundstücksareal, heute u. a. Rathenaustraße 17a (Villa Hahn) und Karl-Schurz-Straße 4. LfD/2009 | 09302522 |
| Direkt Bild zu diesem Denkmal hochladen | Gedenkstein für die Opfer der imperialistischen Kriege | Rathenaustraße 23a (bei) (Karte)                           | 1949 (Gedenkstein)                                                                                          | Granitfindling mit Inschrift, Geschichtswert und Erinnerungswert | 09292040 |
| Weitere Bilder                          | Mietvilla, mit Vorgarten und Einfriedung | Rathenaustraße 28 (Karte)                                  | 1892–1895 (Villa)                                                                                           | historisierende Putzfassade, benannt nach dem Buchdruckereibesitzer Hermann Schlag, baugeschichtlich von Bedeutung | 09292044 |
| Weitere Bilder                          | Mietvilla, mit Vorgarten und Einfriedung | Rathenaustraße 30 (Karte)                                  | vor 1890 (Mietvilla)                                                                                        | historisierende Putzfassade mit Sandsteingliederung, Veranden, baugeschichtlich von Bedeutung | 09291976 |
| Weitere Bilder                          | Mietvilla, mit Vorgarten und Einfriedung | Rathenaustraße 32 (Karte)                                  | 1893–1894 (Mietvilla)                                                                                       | Klinkerfassade, Wintergarten, baugeschichtlich von Bedeutung | 09291977 |
| Weitere Bilder                          | Villa mit Villengarten und Einfriedung | Rathenaustraße 34 (Karte)                                  | 1901–1902 (Villa)                                                                                           | wichtige Jugendstilvilla, Putzfassade, bleiverglaste Treppenhausfenster, Architekt: Paul Möbius, benannt nach dem Eigentümer, Kunstmaler Max Loose, ortsgeschichtlich, kunsthistorisch und baugeschichtlich von Bedeutung | 09292048 |
| Weitere Bilder                          | Villa, mit Einfriedung und Garten | Rathenaustraße 36 (Karte)                                  | um 1895 (Villa)                                                                                             | Klinkerfassade, Freitreppe und Veranda zum Garten, benannt nach der Fabrikantenfamilie Hörügel, Inhaber einer Harmoniumfabrik, ortsgeschichtlich und baugeschichtlich von Bedeutung | 09292042 |
| Weitere Bilder                          | Ehemalige Villa, heute Gerichtsgebäude, mit Villengarten, Nebengebäude und Einfriedung | Rathenaustraße 40 (Karte)                                  | bezeichnet 1897 (Villa)                                                                                     | repräsentatives Gebäude mit Turm, im Stil des Historismus, Putzfassade mit reicher Porphyrgliederung, Treppenhausfenster mit Butzenverglasung, Windfangtür, Diele mit Holzausstattung, Nebengebäude Bedienstetenwohnhaus, Villa einst im Besitz der Rauchwarenhändler-Familie Thorer (wohl erbaut für Curt Thorer), ortsgeschichtlich, kunsthistorisch und baugeschichtlich von Bedeutung | 09292100 |
| Weitere Bilder                          | Mietvilla, mit Vorgarten und Garten | Rathenaustraße 42 (Karte)                                  | um 1900 (Mietvilla)                                                                                         | Putzfassade mit Fachwerkgiebeln, Treppenhausfenster mit Resten farbiger Bleiverglasung, Reste eines Senkgartens der 1930er Jahre, baugeschichtlich von Bedeutung | 09292101 |
| Weitere Bilder                          | Doppelvilla, mit Plastik im Garten, Vorgarten und Einfriedung | Rathenaustraße 44; 46 (Karte)                              | 1890–1892 (Villa)                                                                                           | Klinkerfassade, Putzfelder über den Fenstern mit Malerei, bleiverglaste Treppenhausfenster, Plastik im Garten, Zugang Nummer 44 an der Otto-Schmiedt-Straße, ortsgeschichtlich und baugeschichtlich von Bedeutung | 09292102 |
| Weitere Bilder                          | Villa, mit Garten und Einfriedung | Rathenaustraße 50 (Karte)                                  | um 1900 (Villa)                                                                                             | historisierende Klinkerfassade mit Turm, rückwärtig Terrasse, Windfangtür um 1910, Marmorfußboden und Wandverkleidung im Eingangsbereich, Ätz- und Bleiglasfenster, ortshistorisch und baugeschichtlich von Bedeutung | 09292103 |
| Weitere Bilder                          | Villa (ehemals Ausflugsgaststätte) mit Nebengebäude, Garten und Einfriedung | Rathenaustraße 54 (Karte)                                  | um 1890 (Villa)                                                                                             | gründerzeitliche Klinkerfassade mit Treppenhausturm, im Innern Holzkassettendecken, baugeschichtlich und ortsgeschichtlich von Bedeutung | 09292104 |
|                                         | Mietshaus in geschlossener Bebauung und in Ecklage | Rückmarsdorfer Straße 1 (Karte)                            | um 1910 (Mietshaus)                                                                                         | mit Läden, Putzfassade mit Erkern, Wand- und Deckenstuck im Eingangsbereich, markante Lage gegenüber dem Leutzscher Rathaus, städtebaulich und baugeschichtlich von Bedeutung | 09292107 |
|                                         | Mietshaus in halboffener Bebauung und Hofgebäude | Rückmarsdorfer Straße 7 (Karte)                            | 1908–1910 (Mietshaus)                                                                                       | Vorderhaus mit Tordurchfahrt, Putzfassade mit Fachwerkgiebel, Naturstein- und Ziegelgliederung, rückwärtig Terrasse, Wand- und Deckenstuck im Eingangsbereich, baugeschichtlich von Bedeutung | 09292110 |
|                                         | Mietshaus in halboffener Bebauung | Rückmarsdorfer Straße 8 (Karte)                            | um 1900 (Mietshaus)                                                                                         | mit Tordurchfahrt, Klinkerfassade, baugeschichtlich von Bedeutung | 09292111 |
|                                         | Mietshaus in geschlossener Bebauung | Rückmarsdorfer Straße 10 (Karte)                           | um 1900 (Mietshaus)                                                                                         | mit Tordurchfahrt, Klinkerfassade, baugeschichtlich von Bedeutung | 09292113 |
|                                         | Mietshaus in geschlossener Bebauung | Rückmarsdorfer Straße 12 (Karte)                           | um 1900 (Mietshaus)                                                                                         | mit Tordurchfahrt, Klinkerfassade, baugeschichtlich von Bedeutung | 09292114 |
| Weitere Bilder                          | Einzeldenkmale der Sachgesamtheit Friedhof Leutzsch (Obj. 09304455, gleiche Anschrift): Friedhofskapelle (mit Aufbahrungshalle), Eingangsgebäude und Einfriedung mit Friedhofstor, Gefallenendenkmal für die Gefallenen beider Weltkriege, Brunnen und Grabmäler                                                                              | Rückmarsdorfer Straße 13 (Karte)                           | um 1905 (Friedhofskapelle), um 1905 (Aufbahrungshalle)                                                      | ortshistorisch und baugeschichtlich von Bedeutung | 09296913 |
| Weitere Bilder                          | Sachgesamtheit Friedhof Leutzsch, mit folgenden Einzeldenkmalen: Friedhofskapelle, Eingangsgebäude und Einfriedung mit Friedhofstor, Gedenkstein an den Bau der Wasserleitung, Kriegerdenkmal für die Gefallenen beider Weltkriege, Brunnen und Grabmale (Obj. 09296913, gleiche Anschrift) sowie die gärtnerische Friedhofsgestaltung        | Rückmarsdorfer Straße 13 (Karte)                           | ab 1905 (Friedhof)                                                                                          | ortshistorisch und baugeschichtlich von Bedeutung | 09304455 |
|                                         | Mietshaus in geschlossener Bebauung | Rückmarsdorfer Straße 14 (Karte)                           | um 1900 (Mietshaus)                                                                                         | mit Tordurchfahrt, Klinkerfassade, baugeschichtlich von Bedeutung | 09292115 |
|                                         | Mietshaus in geschlossener Bebauung | Rückmarsdorfer Straße 16 (Karte)                           | um 1900 (Mietshaus)                                                                                         | mit Tordurchfahrt, Klinkerfassade, baugeschichtlich von Bedeutung | 09292116 |
|                                         | Fabrikgebäude | Rückmarsdorfer Straße 18 (Karte)                           | um 1900 (Fabrikgebäude)                                                                                     | Klinkerfassade, letzte erhaltene Gebäude eines ehemals ausgedehnten Fabrikgeländes einer Eisengießerei, baugeschichtlich, technikhistorisch und ortsgeschichtlich von Bedeutung | 09292117 |
|                                         | Mietshaus in geschlossener Bebauung und in Ecklage | Rückmarsdorfer Straße 20 (Karte)                           | um 1910 (Mietshaus)                                                                                         | Putzfassade, ehemals mit alter Werbeinschrift, Holzpaneele und reicher Stuck im Eingangsbereich, Reformstil-Architektur, baugeschichtlich von Bedeutung | 09292118 |
|                                         | Mietshaus in halboffener Bebauung und in Ecklage, mit Vorgarten, Einfriedung und Toreinfahrt zum Hof | Sattelhofstraße 1 (Karte)                                  | um 1895 (Mietshaus)                                                                                         | mit Eckladen, Klinker-Putz-Fassade, baugeschichtlich von Bedeutung | 09292120 |
|                                         | Mietshaus in offener Bebauung, mit Vorgarten | Sattelhofstraße 3 (Karte)                                  | um 1910 (Mietshaus)                                                                                         | historisierende Putzfassade, bleiverglaste Treppenhausfenster, Wand- und Deckenstuck im Eingangsbereich, baugeschichtlich von Bedeutung | 09292122 |
|                                         | Doppelmietshaus in offener Bebauung, mit Vorgarten | Sattelhofstraße 4; 6 (Karte)                               | um 1905 (Doppelmietshaus)                                                                                   | Putzfassade, mit Fachwerkgiebeln, Nummer 6 bleiverglaste Treppenhausfenster, baugeschichtlich von Bedeutung | 09292124 |
|                                         | Mietshaus in offener Bebauung, mit Einfriedung und Vorgarten | Sattelhofstraße 5 (Karte)                                  | 1910 (Mietshaus)                                                                                            | Putzfassade, im Eingangsbereich Holzpaneele, Prägetapeten sowie Wand- und Deckenstuck, baugeschichtlich von Bedeutung | 09292123 |
|                                         | Mehrfamilienhäuser einer Wohnanlage, mit Vorgärten | Sattelhofstraße 7; 9; 11; 13 (Karte)                       | um 1925 (Mehrfamilienwohnhaus)                                                                              | Putzfassade mit Ziegelgliederung, bleiverglaste Treppenhausfenster, siehe auch Benediktusstraße 8 und Wohlgemuthstraße 8, baugeschichtlich von Bedeutung | 09292126 |
| Direkt Bild zu diesem Denkmal hochladen | Doppelmietshaus (mit Benediktusstraße 5) in offener Bebauung und in Ecklage, mit Vorgarten | Sattelhofstraße 8 (Karte)                                  | um 1905 (Mietshaus)                                                                                         | Putzfassade mit Eckbetonung, geätzte Treppenhausfenster, baugeschichtlich von Bedeutung | 09292125 |
| Weitere Bilder                          | Wohnhauszeile in offener Bebauung, mit Vorgarten | Sattelhofstraße 15; 17; 19; 21 (Karte)                     | 1937 (Wohnblock)                                                                                            | aufwendig gestaltete, zeittypische Putzfassade, siehe auch Sattelhofstraße 18–24, baugeschichtlich von Bedeutung | 09298654 |
| Weitere Bilder                          | Wohnhauszeile in offener Bebauung, mit Vorgarten | Sattelhofstraße 18; 20; 22; 24 (Karte)                     | bezeichnet 1938 (Wohnblock)                                                                                 | aufwendig gestaltete, zeittypische Putzfassade, siehe auch Sattelhofstraße 15–21, baugeschichtlich von Bedeutung | 09292128 |
|                                         | Doppelmietshaus in halboffener Bebauung und in Ecklage, mit Vorgarten | Sattelhofstraße 23; 25 (Karte)                             | um 1930 (Doppelmietshaus)                                                                                   | Putzfassade, Haustüren mit geschliffenen Scheiben, bleiverglaste Treppenhausfenster, baugeschichtlich von Bedeutung | 09297844 |
|                                         | Doppelmietshaus in geschlossener Bebauung, mit Vorgarten | Sattelhofstraße 27; 29 (Karte)                             | um 1930 (Doppelmietshaus)                                                                                   | Putzfassade, Treppenhausfenster mit originaler Verglasung, Haustüren mit geschliffenen Scheiben, baugeschichtlich von Bedeutung | 09297843 |
|                                         | Mietshaus in geschlossener Bebauung, mit Vorgarten | Sattelhofstraße 31 (Karte)                                 | um 1930 (Mietshaus)                                                                                         | farbige Putzfassade, Haustür mit geschliffenen Scheiben, baugeschichtlich von Bedeutung | 09297842 |
|                                         | Wohnhauszeile in halboffener Bebauung und in Ecklage, mit Vorgarten | Sattelhofstraße 37; 39; 41; 43 (Karte)                     | um 1935 (Wohnblock)                                                                                         | zeittypische Putzfassade mit Balkons, baugeschichtlich von Bedeutung | 09297841 |
| Weitere Bilder                          | Villa, mit Villengarten, Gartenhaus, Pavillon und zwei Plastiken | Schützstraße 2 (Karte)                                     | 1925 (Villa)                                                                                                | Villa mit rötlicher Putzfassade, Stuck und Windfangtür im Eingangsbereich, bleiverglaste Treppenhausfenster, reiche Innenausstattung, im traditionalistischen Stil der 1920er Jahre, benannt nach Fabrikbesitzer Curt Wiese, ortsgeschichtlich und baugeschichtlich von Bedeutung | 09292093 |
|                                         | Wohnhaus in offener Bebauung, mit Gartenpavillon und Vorgarten | Schützstraße 4 (Karte)                                     | um 1935 (Wohnhaus)                                                                                          | Putzfassade mit sparsamer Klinkergliederung, bleiverglaste Treppenhausfenster, baugeschichtlich von Bedeutung | 09292091 |
|                                         | Wohnhaus in offener Bebauung, mit Vorgarten und Einfriedung | Schützstraße 5 (Karte)                                     | um 1935 (Wohnhaus)                                                                                          | zeittypische Putzfassade, Terrasse, teilweise bleiverglaste Fenster, baugeschichtlich von Bedeutung | 09292094 |
|                                         | Villa, mit Vorgarten | Schützstraße 9 (Karte)                                     | 1909 (Villa)                                                                                                | schlichte Putzfassade, Künstlerwohnstätte, ehemals Wohn- und Arbeitsstätte des Berliner Bildhauers Georg Muth, die Villa ist Bestandteil des qualitätvollen Leutzscher Villenviertels, Dokumentationswert, personengeschichtlich und baugeschichtlich von Bedeutung Bildhauer Georg Muth aus Berlin beauftragte 1909 den Architekten Hermann Knaus mit dem Entwurf für eine Villa mit Bildhaueratelier in der damaligen Schützstraße 5, die Ausführung erfolgte im gleichen Jahr. Ab Juni 1921 Übernahme des Grundstücks durch die Gebrüder Ohanian, Rauchwaren- und Kommissions-Geschäft (Brühl 69) aus den Händen von Walther Dalchow. Umbau in ein Zweifamilienhaus 1934 durch den Architekten Jos. Hesse und das Baugeschäft Albert und Richard Berg aus Böhlitz-Ehrenberg im Auftrag von Frau Sirwart verw. Ohanian geb. Denkme’d-Karnignian. 1941 wird als Besitzer Willy Münch genannt. Werterhaltungs- und Instandsetzungsarbeiten wohl 1988/1989. Das kleine pittoreske Wohnhaus mit gegliederter Putzfassade und einer bewegten Dachlandschaft ist Bestandteil des qualitativ hochwertig einzustufenden Leutzscher Villenviertels und ein Zeugnis der Übergangszeit vom Jugendstil zur Architektur des so genannten Reformstils. Zahlreiche originale Details erhalten, u. a. die Fenster sowie im Inneren die Haustreppe sowie Holzvertäfelung im Flur. Nicht überkommen ist leider das nur in Fachwerk errichtete Atelier mit zweiflügligem hohen Tor. LfD/2007 | 09292092 |
| Direkt Bild zu diesem Denkmal hochladen | Villa mit Villengarten, Einfriedung mit Toreinfahrt und Pforte, sowie Remisengebäude mit Torbogenverbindung zur Villa | Schützstraße 11 (Karte)                                    | 1901–1902 (Villa), 1901–1902 (Remisengebäude)                                                               | abwechslungsreich gegliederte Putzfassade mit Fachwerkelementen, benannt nach Landesgerichtsdirektor Dr. Otto Stohwasser, baugeschichtlich von Bedeutung Am 9. Juli 1901 stellte Herr Landgerichtsdirektor Dr. jur. Otto Stohwasser den Bauantrag für eine Villa mit Nebengebäude, für welche die anerkannten Architekten Schmidt & Johlige aus Leipzig Entwürfe beisteuerten. Selbige übernahmen auch die Ausführung des Landhauses auf dem Eckgrundstück, für Steinsetzarbeiten ist das Baugeschäft Klingler & Schröter genannt. Das Bau-Revisions-Protokoll der Schlussabnahme datiert auf den 26. März des Jahres 1902. Ab 1918 war elektrisches Licht im Haus verfügbar durch das Elektrizitätswerk Leipzig-Land, 1932 wird das Grundstück erwähnt im Eigentum des Ingenieurs und Fabrikbesitzers Oskar Liebner. Der elegante Jugendstilbau besitzt eine Putzfassade und kokettiert mit einer vielgliedrigen Dach- und fabulierfreudigen Fassadengestaltung. Trotz des Verlustes einiger Dekorationselemente sind die anspruchsvolle Architektur erkennbar, die Großzügigkeit des Inneren ablesbar. Im Obergeschoss waren ein Wohnzimmer mit Veranda, ein Damenzimmer, ein Herrenzimmer mit Bibliothek sowie das Zimmer des Sohnes konzipiert, unterm Dach fünf Schlafräume und ein Bad mit WC, die Küche befand sich nebst Speisezimmer, Anrichte und Leutestube im Parterre. Eingebettet waren die Gebäude in eine bemerkenswerte Gartenanlage, umgeben von einer zeittypischen Einfriedung. Für das repräsentative Grundstück mit zwei um die Jahrhundertwende errichteten Gebäuden, der verbindenden Bogenarkade sowie der Einfriedung und des Gartens besteht ein baugeschichtlicher und personengeschichtlicher Wert, zudem eine ortsentwicklungsgeschichtliche Relevanz. LfD/2014, 2016 | 09292084 |
|                                         | Mietshaus in halboffener Bebauung | Schwylststraße 1 (Karte)                                   | um 1890 (Mietshaus)                                                                                         | historisierende Putzfassade, baugeschichtlich von Bedeutung | 09297823 |
|                                         | Mietshaus in halboffener Bebauung | Schwylststraße 2 (Karte)                                   | um 1900 (Mietshaus)                                                                                         | helle Klinkerfassade, mit Stuck- und Kunststeingliederung, baugeschichtlich von Bedeutung | 09292212 |
|                                         | Mietshaus in geschlossener Bebauung | Schwylststraße 6 (Karte)                                   | um 1895 (Mietshaus)                                                                                         | Klinkerfassade, baugeschichtlich von Bedeutung | 09293214 |
|                                         | Mietshaus in geschlossener Bebauung und in Ecklage | Schwylststraße 8 (Karte)                                   | um 1900 (Mietshaus)                                                                                         | historisierende Klinkerfassade, baugeschichtlich von Bedeutung | 09292211 |
|                                         | Doppelwohnhaus in offener Bebauung, mit Vorgarten und mit Toreinfahrt bei Nr. 2 | Silcherstraße 2; 4 (Karte)                                 | 1937 (Wohnblock)                                                                                            | zeittypische Putzfassade, siehe auch Sattelhofstraße 18–24 und 15–21, baugeschichtlich von Bedeutung | 09292129 |
|                                         | Mietshaus in geschlossener Bebauung | Weinbergstraße 1 (Karte)                                   | um 1895 (Mietshaus)                                                                                         | Klinkerfassade, Wand- und Deckenstuck im Eingangsbereich, baugeschichtlich von Bedeutung | 09292130 |
|                                         | Mietshaus in geschlossener Bebauung und in Ecklage | Weinbergstraße 2 (Karte)                                   | um 1900 (Mietshaus)                                                                                         | mit Eckladen und Hausdurchgang, Klinkerfassade, Treppenhausfenster mit Resten geätzter Verglasung, Hausdurchgang mit Art-déco-Ausmalung, baugeschichtlich von Bedeutung | 09292131 |
|                                         | Mietshaus in geschlossener Bebauung | Weinbergstraße 3 (Karte)                                   | um 1895 (Mietshaus)                                                                                         | mit Tordurchfahrt, zweifarbige Klinkerfassade, baugeschichtlich von Bedeutung | 09292132 |
|                                         | Mietshaus in geschlossener Bebauung | Weinbergstraße 4 (Karte)                                   | um 1895 (Mietshaus)                                                                                         | Klinkerfassade, Stuckkehle im Eingangsbereich, Wandkacheln um 1910, baugeschichtlich von Bedeutung | 09292133 |
|                                         | Mietshaus in geschlossener Bebauung | Weinbergstraße 5 (Karte)                                   | um 1895 (Mietshaus)                                                                                         | mit Hausdurchgang, historisierende Klinkerfassade, baugeschichtlich von Bedeutung | 09292134 |
|                                         | Mietshaus in geschlossener Bebauung | Weinbergstraße 6 (Karte)                                   | um 1895 (Mietshaus)                                                                                         | mit Hausdurchgang und mit Laden, Klinkerfassade, baugeschichtlich von Bedeutung | 09292135 |
|                                         | Mietshaus in geschlossener Bebauung | Weinbergstraße 7 (Karte)                                   | um 1885 (Mietshaus)                                                                                         | mit Tordurchfahrt, Putz-Klinker-Fassade, baugeschichtlich von Bedeutung | 09297850 |
|                                         | Mietshaus in geschlossener Bebauung, mit Hofpflaster, Nebengebäude und Werkstattgebäude im Hof | Weinbergstraße 8 (Karte)                                   | 1898–1900 (Mietshaus), 1898–1900, Bäckerei (Werkstatt), 1925–1926 (Nebengebäude)                            | Vorderhaus mit Tordurchfahrt, zeittypische Klinkerfassade, als Wohn- und Gewerbegrundstück baugeschichtlich von Bedeutung Der in Lindenau ansässige Architekt Carl Fischer legte im Oktober 1898 Pläne zur Begutachtung vor für ein zu errichtendes Mietshaus und ein Nebengebäude mit Bäckerei und Pferdestall im Hof. Er selbst wird als Unternehmer genannt, zudem Herr Julius Türke. Nach verschiedenen Planänderungen kam das Vorhaben bis Februar des Jahres 1900 zur Umsetzung. Später ist Tischlermeister Fritz Kronberg auf dem Grundstück tätig und initiiert 1925–1926 eine Erweiterung seiner Werkstatt durch die Architekten Hermann Knaus bzw. Fritz Schwarzburger. Architekt Wolf Meerbach zeichnete für den Umbau des Ladens zu Wohnraum 1960–1961. Ein schwacher Seitenrisalit über dem Tor des Durchgangs akzentuiert die späthistoristische Fassade. Über verputztem Parterre liegen drei mit roten Klinkerblendern versehene Stockwerke, deren Fensterverdachungen starke Akzente setzen, die Traufe besitzt einen Zahnschnittfries. Von der Ausstattung erhalten sind unter anderem sämtliche Türen im Haus sowie das hölzerne Treppenhaus. Sanierungsbeginn wohl 2016. Im geschlossen erhaltenen Straßenzug zeugt das Gebäude von der rasanten Ortserweiterung um 1900, besitzt einen baugeschichtlichen Wert. LfD/2015 | 09292136 |
|                                         | Mietshaus in geschlossener Bebauung | Weinbergstraße 9 (Karte)                                   | um 1885 (Mietshaus)                                                                                         | historisierende Putzfassade, baugeschichtlich von Bedeutung | 09297849 |
|                                         | Mietshaus in geschlossener Bebauung | Weinbergstraße 10 (Karte)                                  | um 1900 (Mietshaus)                                                                                         | mit Hausdurchgang, Klinkerfassade mit flachem Erker, baugeschichtlich von Bedeutung | 09292137 |
|                                         | Mietshaus in geschlossener Bebauung | Weinbergstraße 12 (Karte)                                  | um 1895 (Mietshaus)                                                                                         | mit Tordurchfahrt und ehemals mit Laden, Klinkerfassade, baugeschichtlich von Bedeutung | 09292138 |
|                                         | Wohnblock in offener Bebauung, mit Vorgärten und seitlicher Einfriedung | Weinbergstraße 13; 15; 17; 19 (Karte)                      | 1938 (Wohnblock)                                                                                            | zeittypische Putzfassade der 1930er Jahre, baugeschichtlich von Bedeutung | 09292140 |
|                                         | Mehrfamilienhäuser einer Wohnanlage, mit Vorgärten | Weinbergstraße 18; 20; 22 (Karte)                          | 1939–1940 (Mehrfamilienwohnhaus)                                                                            | zeittypische Putzfassade der 1930er Jahre, geätzte Treppenhausfenster, siehe auch Benediktusstraße 13, baugeschichtlich von Bedeutung | 09292141 |
| Weitere Bilder                          | Gedenkstein und historische Gartenlauben sowie Tore einer Kleingartenanlage | Weinbergstraße 21 (bei) (Karte)                            | bezeichnet 1929–1930 (Gedenkstein)                                                                          | Gedenkstein Findling zur Erinnerung an den Bau der Wasserleitung 1929–1930, Erinnerungswert, Dokument der Stadtteilgeschichte | 09292142 |
|                                         | Doppelmietshaus (Prießnitzstraße 22 und William-Zipperer-Straße 83) in geschlossener Bebauung und in Ecklage | William-Zipperer-Straße 83 (Karte)                         | bezeichnet 1902 (Doppelmietshaus)                                                                           | historisierende Putz-Klinker-Fassade, zum Teil Jugendstil-Dekoration, Eckbetonung, Windfangtür, baugeschichtlich von Bedeutung | 09292202 |
|                                         | Mietshaus in geschlossener Bebauung | William-Zipperer-Straße 85 (Karte)                         | 1898–1902 (Mietshaus)                                                                                       | Klinker-Putz-Fassade, Wohnungsbau im geschlossenen Quartier, mit baugeschichtlichem Wert Im Juni 1899 erhielt Karl Schiege die Baugenehmigung für ein im Jahr zuvor beantragtes Wohngebäude, die Gestattung der Ingebrauchnahme erfolgte erst 1902. Entwurf und Ausführung dürfen Architekt Emil Reiche zugeschrieben werden. Im März 1900 übernahm Franz Robert Stecher aus Großwaltersdorf bei Eppendorf die Bauherrenschaft und Maurermeister Wilhelm Friedrich die Ausführung. Kurz vor der Fertigstellung ersteigerte Anna Auguste Caroline Böing das zwangsverwaltete Grundstück. 1960 war ein Waschhausneubau im Rahmen des NAW (Nationales Aufbauwerk) vorgesehen (die Waschküche war im Dachgeschoss eingerichtet) und 1969 der Umbau des Ladens zu Wohnraum. Hinter der ehemals geglätteten, in ihrer Stuckdekoration reduzierten Putz-Klinker-Fassade mit Kunststeingliederungen hat sich die handwerklich solide Ausstattung erhalten. Das Haus im geschlossen erhaltenen Mietshausquartier mit baugeschichtlichem Wert. LfD/2013, 2014 | 09304965 |
| Weitere Bilder                          | Mietshaus in geschlossener Bebauung | William-Zipperer-Straße 87 (Karte)                         | um 1900 (Mietshaus)                                                                                         | mit Tordurchfahrt, wohl ehemals mit Laden, Klinkerfassade, Stuckgliederung in der Tordurchfahrt, baugeschichtlich von Bedeutung | 09292201 |
| Weitere Bilder                          | Mietshaus in geschlossener Bebauung | William-Zipperer-Straße 89 (Karte)                         | um 1900 (Mietshaus)                                                                                         | Klinkerfassade, Wand- und Deckenstuck im Eingangsbereich, baugeschichtlich von Bedeutung | 09292200 |
| Weitere Bilder                          | Mietshaus in halboffener Bebauung und in Ecklage | William-Zipperer-Straße 90 (Karte)                         | um 1905 (Mietshaus)                                                                                         | ehemals mit Eckladen, Putzfassade, Wand- und Deckenstuck im Eingangsbereich, baugeschichtlich von Bedeutung | 09292154 |
|                                         | Doppelmietshaus in geschlossener Bebauung und in Ecklage | William-Zipperer-Straße 91a; 91b (Karte)                   | um 1905 (Doppelmietshaus)                                                                                   | mit Tordurchfahrt, ehemals mit Eckladen, zeittypische Putzfassade, baugeschichtlich von Bedeutung | 09292199 |
|                                         | Mietshaus in geschlossener Bebauung | William-Zipperer-Straße 92 (Karte)                         | um 1905 (Mietshaus)                                                                                         | Putzfassade im geometrisierenden Jugendstil, Terrazzo im Eingangsbereich, baugeschichtlich von Bedeutung | 09292152 |
|                                         | Mietshaus in halboffener Bebauung und in Ecklage | William-Zipperer-Straße 93 (Karte)                         | 1880 & 1905 (Mietshaus)                                                                                     | | 09292198 |
|                                         | Mietshaus in geschlossener Bebauung | William-Zipperer-Straße 94 (Karte)                         | 1911 (Mietshaus)                                                                                            | mit Tordurchfahrt, Putzfassade, Haustüroberlicht bleiverglast mit Glasmalerei, Reformstil-Architektur, baugeschichtlich von Bedeutung | 09292156 |
|                                         | Mietshaus in geschlossener Bebauung | William-Zipperer-Straße 96 (Karte)                         | um 1905 (Mietshaus)                                                                                         | Putzfassade im geometrisierenden Jugendstil, Terrazzo und Stuckgliederung im Eingangsbereich, Treppenhausfenster mit Resten farbiger Bleiverglasung, Haustüroberlicht bleiverglast mit Glasmalerei, baugeschichtlich von Bedeutung | 09292157 |
|                                         | Mietshaus in halboffener Bebauung und in Ecklage | William-Zipperer-Straße 98 (Karte)                         | um 1910 (Mietshaus)                                                                                         | Putzfassade mit Eckerker und zwei Kastenerkern, Stuck und Malerei im Eingangsbereich, Haustüroberlicht bleiverglast mit Glasmalerei, Reformstil-Architektur, baugeschichtlich von Bedeutung | 09292155 |
|                                         | Doppelmietshaus (An der Lehde 9 und William-Zipperer-Straße 98a) in halboffener Bebauung und in Ecklage | William-Zipperer-Straße 98a (Karte)                        | bezeichnet 1939 (Doppelmietshaus)                                                                           | zeittypische Putzfassade, farbig verglaste Treppenhausfenster, Eckerker, baugeschichtlich von Bedeutung | 09292159 |
|                                         | Mietshaus in ehemals geschlossener Bebauung | William-Zipperer-Straße 100 (Karte)                        | 1898 (Mietshaus)                                                                                            | zeittypische Putzfassade, baugeschichtlich von Bedeutung | 09292197 |
| Direkt Bild zu diesem Denkmal hochladen | Drei aneinander gebaute Hintergebäude eines Mietshausgrundstückes (Mietshaus 2008 abgebrochen) | William-Zipperer-Straße 102a (Karte)                       | 1908 (Werkstatt), 1908 (Bäckerei), 1912 (Remisengebäude)                                                    | zeittypische Klinkerbauten, baugeschichtlich und ortsentwicklungsgeschichtlich von Bedeutung 1902–1903 entstand in der damaligen Lindenauer Straße 37 (später Theodor-Fritsch-Straße 102) der noch gründerzeitlich geprägte Mietshausbau mit Tordurchfahrt und (Bäcker-)Laden sowie Waschhaus im Hof. Bauherr und Ausführender dürfte zunächst Maurermeister Richard Leonhardt gewesen sein. Für das Hintergebäude mit Bäckerei zeichnete 1903 Maurer und Bautechniker Max August Sauerteig verantwortlich. Zunächst ist hier Otto Petzold (Brot- und Weißbäckerei) tätig. Auf der Zwangsversteigerung am 30. August 1904 erwirbt Bäckermeister Hermann Robert Immisch aus Leipzig-Gohlis das Grundstück, der 1912 eine Wagenremise an das Werkstattgebäude anbauen lässt. Nutzer der Bäckerei ist aber weiterhin Otto Petzold, von diesem 1913 Bauanträge zur Ladenvergrößerung im Vorderhaus und Modernisierung der Bäckerei: Einbau einer Gesellenkammer nebst Garderobe und Badeinrichtung sowie Vergrößerung der Backstube. Bereits im September 1903 Antragstellung an den Gemeinderat Leutzsch für einen Anschluss des Grundstücks an die Gemeindewasserleitung. Das Vorderwohnhaus mit Klinkerfassade über genutetem Parterre unter Betonung des ersten Obergeschosses durch aufwändigere Fensterrahmungen. Zwei Wohnungen je Etage mit Korridor, zwei Zimmern, einer Kammer, Küche und AWC. Ein Bauantrag 1996 für Sanierung und Dachgeschossausbau wurde nicht umgesetzt. Infolge Vernachlässigung starke Bauschäden und Abbruch 2008. Zwischen 2004 und 2006 Umbau der Bäckerei im Hof zu einem bemerkenswerten Wohn- und Arbeitshaus. Der Klinkerbau über winkelförmigem Grundri erhielt ein modernes Innenleben unter Einbeziehung historischer Details (unter anderem eiserne Treppe ins Obergeschoss, weiße Wandfliesen, Ofentür). LfD/2008 | 09292161 |
|                                         | Mietshaus in ehemals geschlossener Bebauung | William-Zipperer-Straße 104 (Karte)                        | 1902–1904 (Mietshaus)                                                                                       | mit Tordurchfahrt, Klinkerfassade, Holzpaneele in der Tordurchfahrt, qualitätvolle Wohnungstüren, Dokument der Ortsteilentwicklung, baugeschichtlich von Bedeutung Das typische Mietshaus eines Leipziger Vorortes entstand mit Durchfahrt und Laden sowie freistehendem Waschhaus und einem Hofgebäude. Infolge rasch wechselnder Grundstücksbesitzer zog sich der Bau über drei Jahre hin. Im Juni 1902 stellte Besitzer und Ausführender Richard Leonhardt den Bauantrag, die eingereichten Pläne erfuhren im März 1903 Korrekturen. 1903 und 1904 werden als Unternehmer der Glaserei-Inhaber Richard Huck sowie der Glaser Lorenz Huck genannt, bevor im Zwangsversteigerungsverfahren der Kaufmann Adolph Alexander Pohle als Inhaber der Nutzholz-Handlung Max Pohle in Plagwitz das Grundstück erwirbt. Einbau einer Dachgeschosswohnung im Jahr 1927 durch Schutzmann Hermann Zschiesche und Umbau des Ladens zu Wohnzwecken 1933–1934 nach Initiative durch selbigen. Erhalten sind u. a. die Holzveranden und sehr schöne Wohnungseingangstüren. Die gelbe Klinkerfassade mit Gliederung durch grüne Verblendziegel, Putz- und Kunststeinformteile. Hofgebäude kein Denkmal. LfD/2010 | 09303255 |
|                                         | Mietshaus in halboffener Bebauung | William-Zipperer-Straße 105 (Karte)                        | um 1898 (Mietshaus)                                                                                         | mit Tordurchfahrt, ehemals mit Ladeneinbau, historisierende Klinkerfassade, Stuck in der Tordurchfahrt, Treppenhausfenster mit Resten geätzter Verglasung, baugeschichtlich von Bedeutung | 09292162 |
|                                         | Mietshaus in geschlossener Bebauung | William-Zipperer-Straße 106 (Karte)                        | um 1900 (Mietshaus)                                                                                         | Klinkerfassade, Wand- und Deckenstuck im Eingangsbereich, baugeschichtlich von Bedeutung | 09292165 |
|                                         | Mietshaus in halboffener Bebauung und in Ecklage | William-Zipperer-Straße 107 (Karte)                        | um 1885 (Mietshaus)                                                                                         | ehemals mit Läden, gut gestaltete, zeittypische Putzfassade, baugeschichtlich von Bedeutung | 09292195 |
|                                         | Mietshaus in geschlossener Bebauung | William-Zipperer-Straße 108 (Karte)                        | um 1890 (Mietshaus)                                                                                         | Klinkerfassade, hölzerne Verkleidungen im Eingangsbereich, Treppenhausfenster mit Resten geätzter Verglasung, baugeschichtlich von Bedeutung | 09292164 |
|                                         | Mietshaus in geschlossener Bebauung und in Ecklage | William-Zipperer-Straße 110 (Karte)                        | um 1900 (Mietshaus)                                                                                         | mit Läden, Klinker-Putz-Fassade, Holzpaneele im Eingangsbereich, baugeschichtlich von Bedeutung | 09292163 |
|                                         | Mietshaus in geschlossener Bebauung und in Ecklage | William-Zipperer-Straße 112 (Karte)                        | 1902 (Mietshaus)                                                                                            | wohl ehemals mit Eckladen, Putzfassade mit Eckerker, reiche Treppenhausausmalung, baugeschichtlich von Bedeutung | 09302164 |
|                                         | Mietshaus in ehemals geschlossener Bebauung | William-Zipperer-Straße 113 (Karte)                        | um 1900 (Mietshaus)                                                                                         | mit Läden, Klinkerfassade, Windfangtür, baugeschichtlich von Bedeutung | 09292189 |
|                                         | Mietshaus in geschlossener Bebauung | William-Zipperer-Straße 114 (Karte)                        | bezeichnet 1902 (Mietshaus)                                                                                 | ehemals mit Ladeneinbau, historisierende Klinkerfassade, Terrazzo sowie Wand- und Deckenstuck im Eingangsbereich, Treppenhausfenster mit Resten farbiger Bleiverglasung, baugeschichtlich von Bedeutung | 09292166 |
|                                         | Mietshaus in geschlossener Bebauung | William-Zipperer-Straße 115 (Karte)                        | 1908 (Mietshaus)                                                                                            | mit Tordurchfahrt und historischer Werbeschrift über dem Tor, zeittypische Putzfassade mit flachem Erker, Ausmalung in der Tordurchfahrt und im Treppenhaus, Fliesen vor der Hoftür, baugeschichtlich von Bedeutung | 09292190 |
|                                         | Mietshaus in geschlossener Bebauung | William-Zipperer-Straße 116 (Karte)                        | um 1900 (Mietshaus)                                                                                         | mit Tordurchfahrt, jugendstilige Putzfassade, Malerei in der Tordurchfahrt, Treppenhausfenster um 1930, baugeschichtlich von Bedeutung | 09292169 |
|                                         | Mietshaus in geschlossener Bebauung | William-Zipperer-Straße 118 (Karte)                        | 1902 (Mietshaus)                                                                                            | mit Tordurchfahrt, Klinkerfassade, baugeschichtlich von Bedeutung | 09292168 |
|                                         | Mietshaus in geschlossener Bebauung und Werkstattgebäude im Hof | William-Zipperer-Straße 119 (Karte)                        | um 1890 (Mietshaus)                                                                                         | Vorderhaus mit Tordurchfahrt, Klinkerfassade, baugeschichtlich von Bedeutung | 09292192 |
|                                         | Mietshaus in geschlossener Bebauung | William-Zipperer-Straße 120 (Karte)                        | um 1890 (Mietshaus)                                                                                         | in gekrümmter Achse der Straßenführung, historisierende Putzfassade, baugeschichtlich von Bedeutung | 09292171 |
|                                         | Mietshaus in geschlossener Bebauung und in Ecklage | William-Zipperer-Straße 120a (Karte)                       | um 1900 (Mietshaus)                                                                                         | mit Eckladen, Klinkerfassade, Eckbetonung durch Balkons, baugeschichtlich von Bedeutung | 09292170 |
|                                         | Mietshaus in halboffener Bebauung | William-Zipperer-Straße 120b (Karte)                       | um 1900 (Mietshaus)                                                                                         | Klinkerfassade, baugeschichtlich von Bedeutung | 09292172 |
|                                         | Wohnhaus in offener Bebauung, mit Garten sowie Seilerbahn | William-Zipperer-Straße 120c (Karte)                       | um 1760/1780 (Wohnhaus)                                                                                     | Hauptgebäude Fachwerk verputzt, Seilerbahn 130 Meter lang, die längste Seilerbahn Leipzigs, ortsgeschichtlich und baugeschichtlich von Bedeutung | 09292173 |
|                                         | Mietshaus in halboffener Bebauung | William-Zipperer-Straße 120e (Karte)                       | um 1900 (Mietshaus)                                                                                         | Klinkerfassade, Stuckkehle im Eingangsbereich, Windfangtür und Treppenhausfenster mit geätzter Verglasung, baugeschichtlich von Bedeutung | 09292174 |
|                                         | Mietshaus in ehemals geschlossener Bebauung und in Ecklage | William-Zipperer-Straße 120f (Karte)                       | bezeichnet 1901 (Mietshaus)                                                                                 | mit Tordurchfahrt, ehemals Eckladen, Klinkerfassade mit Eckbetonung, Schablonenmalerei im Treppenhaus, bleiverglaste Treppenhausfenster, baugeschichtlich von Bedeutung | 09292175 |
|                                         | Mietshaus in halboffener Bebauung | William-Zipperer-Straße 123 (Karte)                        | 1912 (Mietshaus)                                                                                            | mit Tordurchfahrt, Fassade mit Putz- und Kunststeingliederung, Wand- und Deckenstuck und Stuckreliefs im Eingangsbereich, Treppenhausfenster mit Resten farbiger Bleiverglasung, Reformstil-Architektur, baugeschichtlich von Bedeutung | 09292193 |
|                                         | Doppelmietshaus (Nr. 124/124a) in halboffener Bebauung, mit Vorgarten und Werkstattgebäude (Nr. 124b) im Hof | William-Zipperer-Straße 124; 124a; 124b (Karte)            | 1940 (Doppelmietshaus), um 1900 (Werkstatt)                                                                 | Vordergebäude zeittypische Putzfassade, Erker mit Bleiglasfenstern, geätzte Treppenhausfenster, baugeschichtlich von Bedeutung | 09292176 |
|                                         | Mietshaus in geschlossener Bebauung | William-Zipperer-Straße 125 (Karte)                        | um 1890 (Mietshaus)                                                                                         | mit Hausdurchgang und mit Laden, historisierende Putzfassade, baugeschichtlich von Bedeutung | 09292185 |
|                                         | Mietshaus in geschlossener Bebauung, mit Vorgarten sowie Gartenpavillon im Hof | William-Zipperer-Straße 126 (Karte)                        | um 1900 (Mietshaus)                                                                                         | Vorderhaus mit Tordurchfahrt, repräsentative Klinkerfassade, alte Pflasterung und Ausmalung in der Tordurchfahrt, Treppenhausfenster mit Resten geätzter Verglasung, baugeschichtlich von Bedeutung | 09292177 |
|                                         | Mietshaus in geschlossener Bebauung | William-Zipperer-Straße 127 (Karte)                        | um 1890 (Mietshaus)                                                                                         | historisierende Putzfassade, baugeschichtlich von Bedeutung | 09292186 |
|                                         | Mietshaus in geschlossener Bebauung und in Ecklage | William-Zipperer-Straße 129 (Karte)                        | 1902 (Mietshaus)                                                                                            | ehemals mit Eckladen, Klinkerfassade, Stuckkehle im Eingangsbereich, geätzte Treppenhausfenster, baugeschichtlich von Bedeutung | 09292187 |
|                                         | Mietshaus in halboffener Bebauung | William-Zipperer-Straße 131 (Karte)                        | 1902 (Mietshaus)                                                                                            | mit Hausdurchgang, mit Laden, Klinkerfassade, baugeschichtlich von Bedeutung | 09292188 |
|                                         | Mietshaus in ehemals geschlossener Bebauung | William-Zipperer-Straße 134 (Karte)                        | um 1890 (Mietshaus)                                                                                         | mit Tordurchfahrt, ehemals mit Laden, historisierende Putzfassade, baugeschichtlich von Bedeutung | 09292180 |
| Weitere Bilder                          | Mietshaus in halboffener Bebauung | William-Zipperer-Straße 136 (Karte)                        | um 1890 (Mietshaus)                                                                                         | mit Hausdurchgang, historisierende Putzfassade, reiche Ausmalung, Wandfliesen um 1910, Stuckdecke, baugeschichtlich von Bedeutung | 09292179 |
|                                         | Wohnhaus, Seitengebäude und Toranlage (mit Pforte) eines Bauernhofes sowie Inschrifttafel | William-Zipperer-Straße 138 (Karte)                        | bezeichnet 1862, im Kern wohl älter (Bauernhaus)                                                            | Wohnhaus Obergeschoss Fachwerk, Gehöft im alten Dorfkern gegenüber der Leutzscher Kirche, ortsentwicklungsgeschichtlich von Bedeutung | 09292225 |
|                                         | Scheune und daran angebautes Seitengebäude eines Bauernhofes | William-Zipperer-Straße 144 (Karte)                        | bez. 1858 (Scheune)                                                                                         | | 09292226 |
| Weitere Bilder                          | Kirche (mit Ausstattung), Kirchhof mit Einfriedung, Kirchhofstor und Pflasterung, Gedenkstein an der Lutherlinde und Grabsteine | William-Zipperer-Straße 147 (Karte)                        | vor 1397 (Kirche), 1497 (Kirche), 1688–1689 (Kirche), Anfang 16. Jh. (Figuren im Schrein), 1933 (Altarbild) | im Kern romanische Chorturmkirche, barock überformt, neogotischer Choranbau von 1890, baugeschichtlich, ortsgeschichtlich und ortsbildprägend von Bedeutung | 09292228 |
| Weitere Bilder                          | Kirchgemeindehaus mit seitlicher Einfriedung und Kaiser-Wilhelm-Gedenkstein auf dem Pfarrhof | William-Zipperer-Straße 149 (Karte)                        | um 1910 (Gemeindehaus), 1913 (Gedenkstein)                                                                  | Putzfassade, Terrazzo im Eingangsbereich, Gebäude mit Gemeindesaal und mit Pfarrwohnung, Reformstil-Architektur, ortshistorisch und baugeschichtlich von Bedeutung | 09292230 |
| Direkt Bild zu diesem Denkmal hochladen | Ehemaliges Pfarrhaus, heute Kindergarten | William-Zipperer-Straße 149 (Karte)                        | um 1850 (Pfarrhaus)                                                                                         | Putzfassade, Windfangtür, Holzpaneele, ortsgeschichtlich von Bedeutung | 09292229 |
| Direkt Bild zu diesem Denkmal hochladen | Pfarrscheune | William-Zipperer-Straße 149 (Karte)                        | um 1750 (Scheune)                                                                                           | Fachwerkbau mit verputztem Gefache und Krüppelwalmdach, baugeschichtlich von Bedeutung | 09292227 |
|                                         | Wohnhaus, Scheune und Toreinfahrt eines Bauernhofes | William-Zipperer-Straße 151 (Karte)                        | bezeichnet 1859 (Bauernhaus)                                                                                | Putzfassade, ortsentwicklungsgeschichtlich von Bedeutung | 09292231 |
|                                         | Wohnhaus in halboffener Bebauung | William-Zipperer-Straße 154 (Karte)                        | um 1890 (Wohnhaus)                                                                                          | mit Tordurchfahrt und mit Laden, historisierende Klinkerfassade, Windfangtür, Ladenfront original, baugeschichtlich von Bedeutung | 09292233 |
|                                         | Wohnhaus in offener Bebauung, mit seitlicher Einfriedung | William-Zipperer-Straße 159 (Karte)                        | um 1890 (Wohnhaus)                                                                                          | klar gegliederte Klinkerfassade, Haustür mit bleiverglastem Oberlicht, baugeschichtlich von Bedeutung | 09292235 |
|                                         | Mehrfamilienhaus einer Wohnanlage, mit Vorgarten | Wohlgemuthstraße 8 (Karte)                                 | um 1925 (Mehrfamilienwohnhaus)                                                                              | Putzfassade mit Ziegelgliederung, siehe auch Sattelhofstraße 7–13 und Benediktusstraße 8, baugeschichtlich von Bedeutung | 09292265 |
|                                         | Mehrfamilienhaus einer Wohnanlage, mit Vorgarten | Wohlgemuthstraße 14 (Karte)                                | 1931 (Mietshaus)                                                                                            | zeittypische Putzfassade, siehe auch Hans-Driesch-Straße 45–51 und Benediktusstraße 2, baugeschichtlich von Bedeutung | 09292269 |
| Weitere Bilder                          | Villa mit Villengarten und Einfriedung sowie Gartenpavillon vom Grundstück Hans-Driesch-Straße 18 | Zum Harfenacker 2 (Karte)                                  | bezeichnet 1902 (Villa)                                                                                     | Putzfassade mit Sandsteingliederung, Eckerker und Balkon, Giebel mit Zierfachwerk, zum Garten Terrasse, Bleiglasfenster, benannt nach Fabrikbesitzer Arthur Herrmann, ortshistorisch und baugeschichtlich von Bedeutung | 09292060 |
|                                         | Villa mit Vorgarten und Einfriedung | Zum Harfenacker 4 (Karte)                                  | 1906 (Villa)                                                                                                | Putzfassade, Marmorausstattung im Eingangsbereich, Windfangtür, Terrasse und Wintergarten, Halle mit Freitreppe, Stuckdecke, Reformstil-Architektur, benannt nach Ingenieur und Fabrikant Gustav Kleim (1864–1927), Mitinhaber der Maschinenfabrik Kleim & Ungerer, ehemals Atelier des Kunstmalers Prof. Bernhard Heisig (1925–2011), ortshistorisch und baugeschichtlich von Bedeutung | 09292069 |
|                                         | Atelierhaus in offener Bebauung, mit Vorgarten und Einfriedung | Zum Harfenacker 6 (Karte)                                  | 1975–1980 (Atelier), 1975–1980 (Vorgarten)                                                                  | Klinkerbau mit Flachdach, im Stil der Moderne, Ateliergebäude des Kunstmalers Prof. Bernhard Heisig (1925–2011), personengeschichtlich und baugeschichtlich von Bedeutung, Seltenheitswert Als wohl einzigartig für die Bauindustrie der DDR darf der Neubau des im Herbst 1975 beantragten Atelier- und Wohngebäudes angesprochen werden, entworfen vom Kollektiv Marr/Sieg und in Auftrag gegeben vom Rat der Stadt Leipzig, Abteilung Kultur. Der Prüfbescheid datiert vom Mai 1976, die Ausführung erstreckte sich über die Jahre 1977 bis 1979. Für die Statik zeichnete Dipl.-Ing. H. Jung, die praktische Umsetzung übernahm das KBR Leipzig [Kombinat Baureparaturen Leipzig]. Rest- und Umbauarbeiten erfolgten bis September 1982 nach Vorgaben von Werner Judersleben und praktischer Ausführung durch den HAG Stadt Leipzig. Als Hauptmieter zog Prof. Bernhard Heisig ein. Der Maler und Graphiker, 1925 in Breslau geboren, arbeitete zeitweise freiberuflich sowie als Lehrer und Professor an der Hochschule für Grafik und Buchkunst in Leipzig, 1987 erhielt er die Ehrendoktorwürde der Karl-Marx-Universität. Als Künstler und Lehrkraft zählt Bernhard Heisig zu den bedeutendsten Vertretern und Protagonisten der Leipziger Schule. Das an den Stil eines antiken Perystilhauses erinnernde Gebäude erhielt, um einen begrünten Innenhof angeordnet, ein gut einhundert Quadratmeter großes Atelier mit einer zur Straße hin komplett in Fensterflächen aufgelösten Front, eine etwa halb so große Arbeitsdiele, zudem knapp 73 Quadratmeter zählende Wohn- und Arbeitszimmer nebst einem sieben Meter im Quadrat messendes Materiallager. Alle gemauerten Außenwände bestehen aus Gasbeton mit Klinkervormauerung, das Haus ist teilunterkellert, die Gartenpläne datieren von 1982 Vor der Bebauung war das Grundstück als Gartenland genutzt und ehemals im Besitz von Fabrikbesitzer Gustav Kleim, die damalige Einfriedung hatte 1922 Architekt Hermann Knaus verantwortet. Das Wohn- und Atelierhaus Bernhard Heisig besitzt Seltenheitswert, einen baugeschichtlichen und baukünstlerischen Wert, es ist einer der bedeutendsten Privatwohnungsbauten der DDR. LfD/2017, 2019 | 09292063 |
|                                         | Wohnhaus in offener Bebauung, mit Vorgarten und Einfriedung | Zum Harfenacker 7 (Karte)                                  | 1935 (Wohnhaus)                                                                                             | zeittypische Putzfassade, baugeschichtlich von Bedeutung | 09292061 |
| Weitere Bilder                          | Villa mit Villengarten und Einfriedung (auch vor Nr. 8a) | Zum Harfenacker 8 (Karte)                                  | 1905 (Villa)                                                                                                | repräsentative Putzfassade, Terrasse zum Garten, im Innern Prägetapeten und Schablonenmalerei, originaler Postkasten am Haus, Gartenanlage mit Teich, Brücke, Wasserfall und Badehaus (das ehemalige Kutscherhaus – siehe Mathiesenstraße 8), benannt nach dem Kommerzienrat Dr.-Ing. e. h. Wilhelm Mathiesen, Mitinhaber der Bogenlampenfabrik Körting & Mathiesen, ortsgeschichtlich und baugeschichtlich von Bedeutung | 09292068 |
| Weitere Bilder                          | Villa mit Vorgarten | Zum Harfenacker 9 (Karte)                                  | um 1905 (Villa)                                                                                             | Putzfassade mit Fachwerk-Elementen, zum Garten Terrasse und Veranda, im Innern Prägetapete und Marmortreppe, bleiverglaste Fenster, benannt nach Kaufmann Richard Bochröder, ortsgeschichtlich und baugeschichtlich von Bedeutung | 09292062 |
|                                         | Wohnhaus in offener Bebauung, mit Einfriedung und Vorgarten | Zum Harfenacker 11 (Karte)                                 | 1934–1935 (Wohnhaus)                                                                                        | zeittypische Putzfassade, betonter Eingang, baugeschichtlich von Bedeutung Prokurist Robert Schumann ließ das Einfamilienwohnhaus als steuerbefreites Eigenheim in den Jahren 1934/1935 errichten. An seiner Seite agierten Architekt Arthur Naumann als Planer, Statiker und Bauleiter sowie Hugo Reichardt mit seinem Baugeschäft als Ausführende. Schumann hatte das gut 900 Quadratmeter große Grundstück aus der Hand des Kaufmanns Wilhelm Oskar Jürgens erworben. Zeitgleich übrigens erfolgte am 18. April 1935 die Schlussprüfung für die benachbarten „Naumann-Häuser“ Zum Harfenacker 13 (Bauherr Kurt Engeln), 15 (Walter Rupnow), 17 (Käte Hünemörder). 1987 waren Arbeiten zur Modernisierung und Instandsetzung geplant. Das Haus wurde mit Münchener Rauputz versehen, erhielt ein Ziegeldach, neben der Haustür aus Eichenholz Blenrahmenfenser nach System Wagner und lediglich wenige schmale Putzstreifen als schmückendes Dekor. Großzügig öffnet sich die Rückfront zum Garten, die Straßenseite besitzt vergleichsweise kleine Fenster. Links neben dem Hauseingang mit kleinem vorgestellten Windfang führt eine Zufahrt zur Garage im Keller, darüber akzentuiert ein eingeschossiger Eckerker. Die 1993 noch originale Einfriedung des Vorgartens zeigt(e) zur Straße hin Eisenstäbe zwischen U-Eisenrahmen mit Werksteinpfeilern und ebensolchem Sockel. Baugeschichtlicher Wert. LfD/2017, 2019 | 09305604 |
|                                         | Wohnhaus in offener Bebauung, mit Vorgarten und Einfriedung | Zum Harfenacker 13 (Karte)                                 | um 1935 (Wohnhaus)                                                                                          | zeittypische Putzfassade, bleiverglaste Treppenhausfenster, Haustür mit geätzter Verglasung, baugeschichtlich von Bedeutung | 09292066 |
|                                         | Wohnhaus in offener Bebauung, mit Einfriedung und Vorgarten | Zum Harfenacker 15 (Karte)                                 | 1934–1935 (Wohnhaus)                                                                                        | zeittypische Putzfassade, interessant gestalteter Eingang, baugeschichtlich von Bedeutung | 09305607 |
| Direkt Bild zu diesem Denkmal hochladen | Wohnhaus in offener Bebauung, mit Vorgarten und Einfriedung | Zum Harfenacker 17 (Karte)                                 | 1938 (Wohnhaus)                                                                                             | zeittypische Putzfassade, Freitreppe, Wohnhaus des Politikers und Arztes Prof. Felix Boenheim (1890–1960), baugeschichtlich und personengeschichtlich von Bedeutung | 09292064 |
|                                         | Wohnhaus in offener Bebauung, mit Vorgarten und Einfriedung | Zum Harfenacker 23 (Karte)                                 | 1932 (Wohnhaus)                                                                                             | traditionalistische Putzfassade, Fensterläden, baugeschichtlich von Bedeutung | 09292058 |
|                                         | Wohnhaus in offener Bebauung, mit Vorgarten und Einfriedung | Zum Harfenacker 29 (Karte)                                 | um 1935 (Wohnhaus)                                                                                          | zeittypische Putzfassade, Giebel zum Teil verbrettert, Freitreppe und Loggien zum Garten, im Heimatstil, baugeschichtlich von Bedeutung | 09292057 |
|                                         | Wohnhaus in offener Bebauung, mit Vorgarten und Einfriedung | Zum Harfenacker 31 (Karte)                                 | um 1935 (Wohnhaus)                                                                                          | zeittypische Putzfassade, zum Garten Terrasse und Wintergarten, bleiverglaste Treppenhausfenster, stilistisch zwischen Traditionalismus und Moderne, baugeschichtlich von Bedeutung | 09292056 |

## Ehemalige Kulturdenkmale
| Bild                                    | Bezeichnung                                    | Lage                             | Datierung                                     | Beschreibung | ID       |
| --------------------------------------- | ---------------------------------------------- | -------------------------------- | --------------------------------------------- | --- | -------- |
| Direkt Bild zu diesem Denkmal hochladen | Mietshaus                                      | Am Tanzplan 2 (Karte)            | bez. 1865 (Mietshaus)                         | Mietshaus in ursprünglich offener Bebauung und Inschrifttafel „Erbauet J.C.Richter 1865“ (Putzfassade)                                               | 09291893 |
| Direkt Bild zu diesem Denkmal hochladen | Scheune eines Bauernhofes                      | Am Wasserschloß 6 (Karte)        | 1820 (Scheune)                                | Scheune eines Bauernhofes in Fachwerk mit Lehm und Backsteinausfachung (Feldsteinsockel)                                                             | 09291897 |
| Direkt Bild zu diesem Denkmal hochladen | Wohnblock                                      | Benediktusstraße 4; 6 (Karte)    | 1931–1932 (Wohnblock)                         | Wohnblock in halboffener Bebauung in Ecklage Sattelhofstraße mit Vorgärten und Einfriedung (s. a.: Sattelhofstraße 10–16 und Wohlgemuthstraße 10/12) | 09292266 |
|                                         | Fabrikanlage                                   | Franz-Flemming-Straße 13 (Karte) | 1910 (Fabrikanlage)                           | Fabrikanlage mit Verwaltungsgebäude und Klinkerbauten (Verwaltungsgebäude Putzfassade)                                                               | 09291921 |
| Direkt Bild zu diesem Denkmal hochladen | Vermutlicher Standort einer Handschwengelpumpe | Georg-Schwarz-Straße (Karte)     |                                               | Vermutlicher Standort einer Handschwengelpumpe mit Brunnenschacht und Abdeckplatte Ecke Bischofstraße, vor dem Kopfbau gegenüber „Liebesplatz“       | 09299208 |
| Direkt Bild zu diesem Denkmal hochladen | Wohnhaus                                       | Georg-Schwarz-Straße 103 (Karte) | um 1880 (Wohnhaus)                            | Wohnhaus in ursprünglich offener Bebauung (Putzfassade)                                                                                              | 09292325 |
| Direkt Bild zu diesem Denkmal hochladen | Hinterhaus                                     | Georg-Schwarz-Straße 129 (Karte) | 1900–1901 (Hinterhaus); 1900–1901 (Mietshaus) | Hinterhaus in geschlossener Bebauung (Abbruch des Vorderhauses April 2007)                                                                           | 09292287 |
| Direkt Bild zu diesem Denkmal hochladen | Straßenerweiterung mit Rondell und Baumbestand | Hans-Driesch-Straße (Karte)      |                                               | Straßenerweiterung mit Rondell und Baumbestand in den Schnittachsen (s. a.: William-Zipperer-Straße)                                                 | 09291988 |
| Direkt Bild zu diesem Denkmal hochladen | Wohnhaus                                       | Rückmarsdorfer Straße 3 (Karte)  | 1875 (Mietshaus)                              | Wohnhaus in ehemals offener Bebauung mit Einfriedung, ehemalige Kinderbewahranstalt ab 1905 (Putzfassade; Holzveranda 1910)                          | 09292108 |
| Direkt Bild zu diesem Denkmal hochladen | Mietshaus                                      | Rückmarsdorfer Straße 28 (Karte) | um 1880 (Mietshaus)                           | Mietshaus in offener Bebauung in Nähe des KGV Feierabend (Putz-Klinker-Fassade)                                                                      | 09297866 |
| Direkt Bild zu diesem Denkmal hochladen | Wohnhaus                                       | Schützstraße 1 (Karte)           | 1931 (Wohnhaus)                               | Wohnhaus in offener Bebauung in Ecklage Zum Harfenacker mit Vorgarten (Putzfassade; Terrasse; Pflasterung)                                           | 09292095 |